# Diego Velázquez

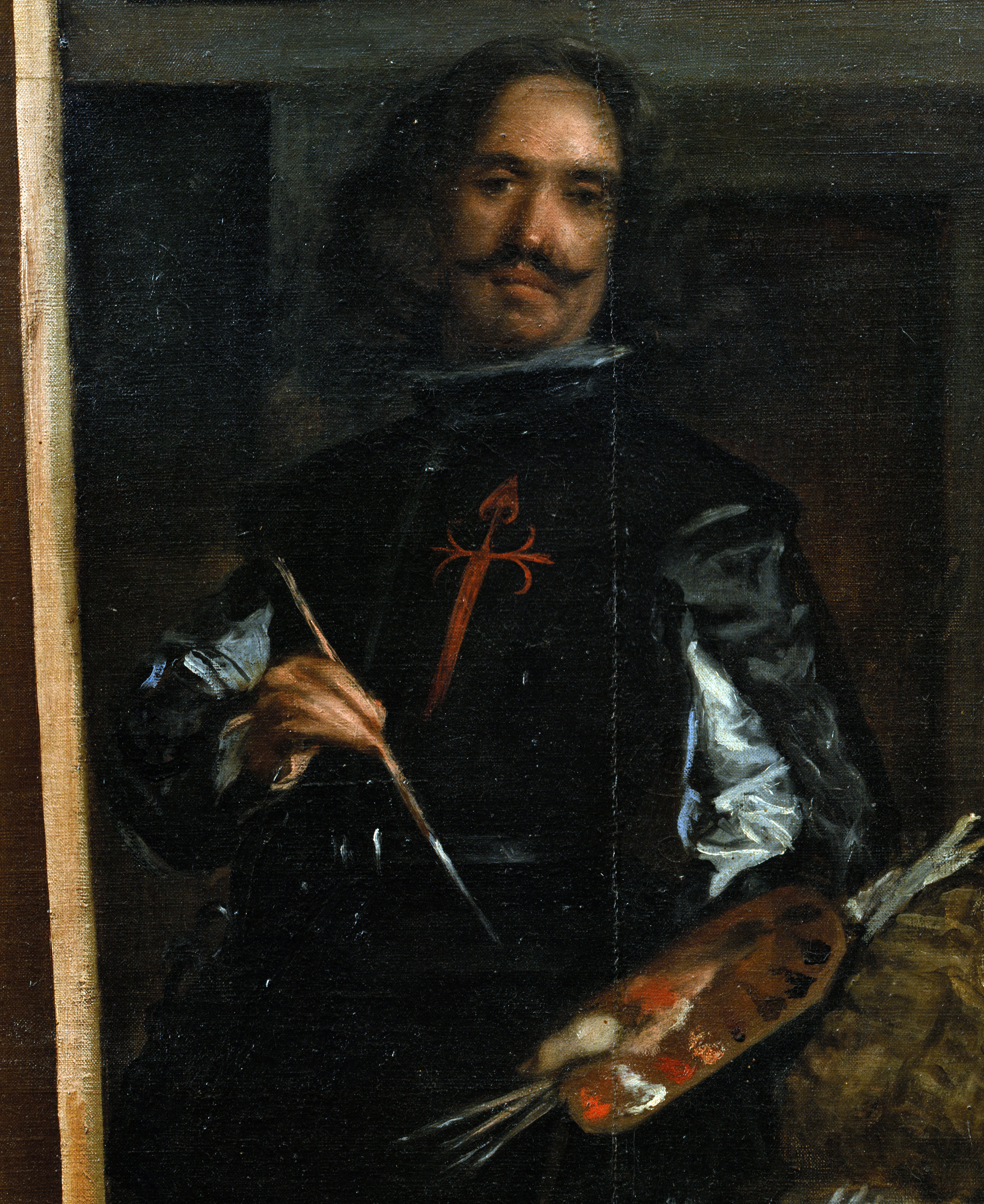
Velázquez se autorretrató, pintando, en 1656 en su cuadro más emblemático: Las meninas. En las mangas de su vestido y en su mano derecha se aprecia su estilo final rápido y abocetado. En su paleta distinguimos los pocos colores que utilizaba en sus pinturas. La cruz de la Orden de Santiago que lleva en el pecho fue añadida al cuadro posteriormente.

Diego Rodríguez de Silva y Velázquez (Sevilla, bautizado el 6 de junio de 1599-Madrid, 6 de agosto de 1660), conocido como Diego Velázquez, fue un pintor barroco español considerado uno de los máximos exponentes de la pintura española y maestro de la pintura universal. Pasó sus primeros años en Sevilla, donde desarrolló un estilo naturalista de iluminación tenebrista, por influencia de Caravaggio y sus seguidores. A los 24 años se trasladó a Madrid, donde fue nombrado pintor del rey Felipe IV y cuatro años después fue ascendido a pintor de cámara, el cargo más importante entre los pintores de la corte. A esta labor dedicó el resto de su vida. Su trabajo consistía en pintar retratos del rey y de su familia, así como otros cuadros destinados a decorar las mansiones reales. Su presencia en la corte le permitió estudiar la colección real de pintura que, junto con las enseñanzas de su primer viaje a Italia, donde conoció tanto la pintura antigua como la que se hacía en su tiempo, fueron influencias determinantes para evolucionar a un estilo de gran luminosidad, con pinceladas rápidas y sueltas. En su madurez, a partir de 1631, pintó de esta forma grandes obras como La rendición de Breda. En su última década su estilo se hizo más esquemático y abocetado, alcanzando un dominio extraordinario de la luz. Este período se inauguró con el Retrato del papa Inocencio X, pintado en su segundo viaje a Italia, y a él pertenecen sus dos últimas obras maestras: Las meninas, un retrato colectivo de la familia real, y Las hilanderas, un cuadro mitológico que representa el castigo a la tejedora Aracne por parte de la diosa Minerva.
Su catálogo consta de unas 120 o 130 obras. El reconocimiento como pintor universal se produjo tardíamente, hacia 1850. Alcanzó su máxima fama entre 1880 y 1920, coincidiendo con la época de los pintores impresionistas franceses, para los que fue un referente. Manet se sintió maravillado con su obra y le calificó como «pintor de pintores» y «el más grande pintor que jamás ha existido». La parte fundamental de sus cuadros que integraban la colección real se conserva en el Museo del Prado en Madrid.

## Reseña biográfica

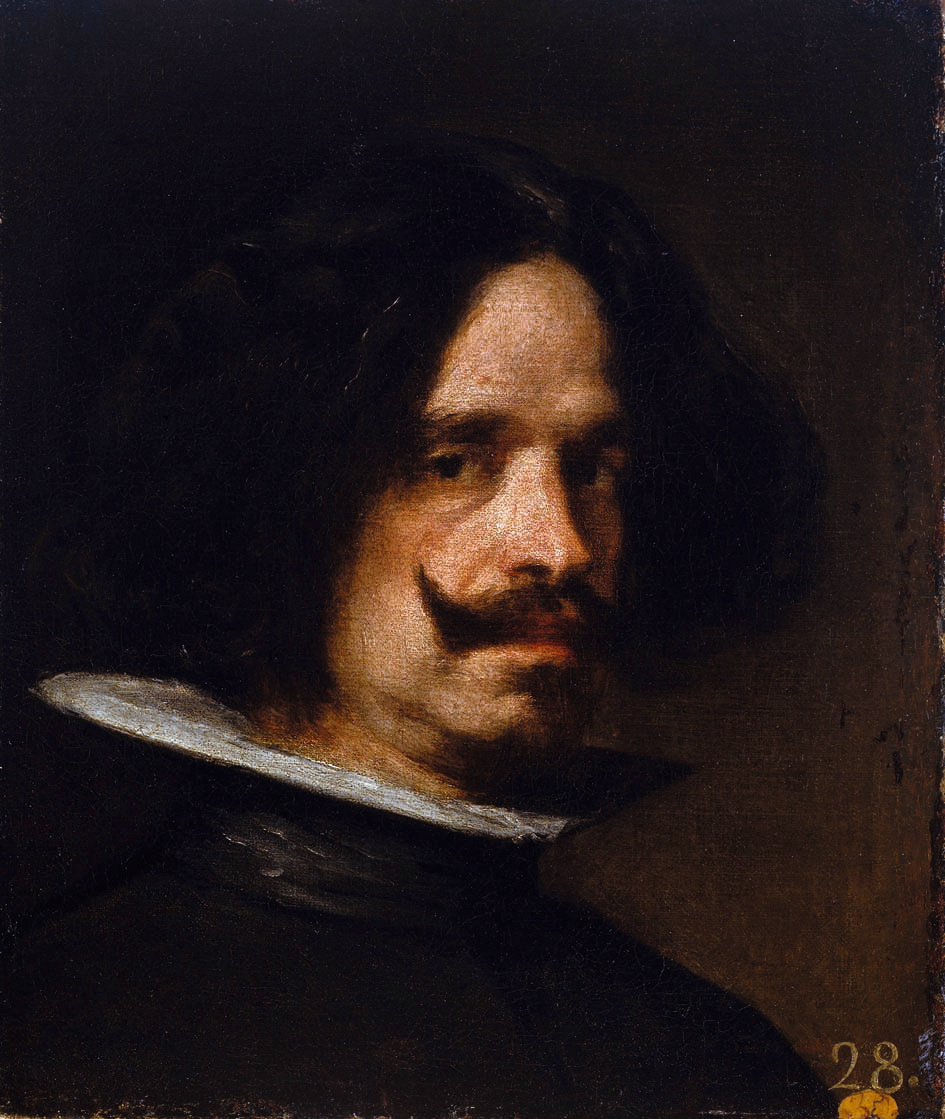
Autorretrato, Museo de Bellas Artes de Valencia

### Primeros años en Sevilla
Fue bautizado el 6 de junio de 1599 en la iglesia de San Pedro de Sevilla. Sobre la fecha de su nacimiento, Bardi se aventura a decir, sin dar más detalles, que probablemente nació el día anterior a su bautizo, es decir, el 5 de junio de 1599.
Sus padres fueron Juan Rodríguez de Silva, nacido en Sevilla, aunque de origen portugués (sus abuelos paternos, Diego Rodríguez y María Rodríguez de Silva, se habían establecido en la ciudad procedentes de Oporto), y Jerónima Velázquez, sevillana de nacimiento. Se habían casado en la misma iglesia de San Pedro el 28 de diciembre de 1597. Diego, el primogénito, sería el mayor de ocho hermanos. Velázquez, como su hermano Juan, también «pintor de imaginería», adoptó el apellido de su madre según la costumbre extendida en Andalucía, aunque hacia la mitad de su vida firmó también en ocasiones «Silva Velázquez», utilizando el segundo apellido paterno.

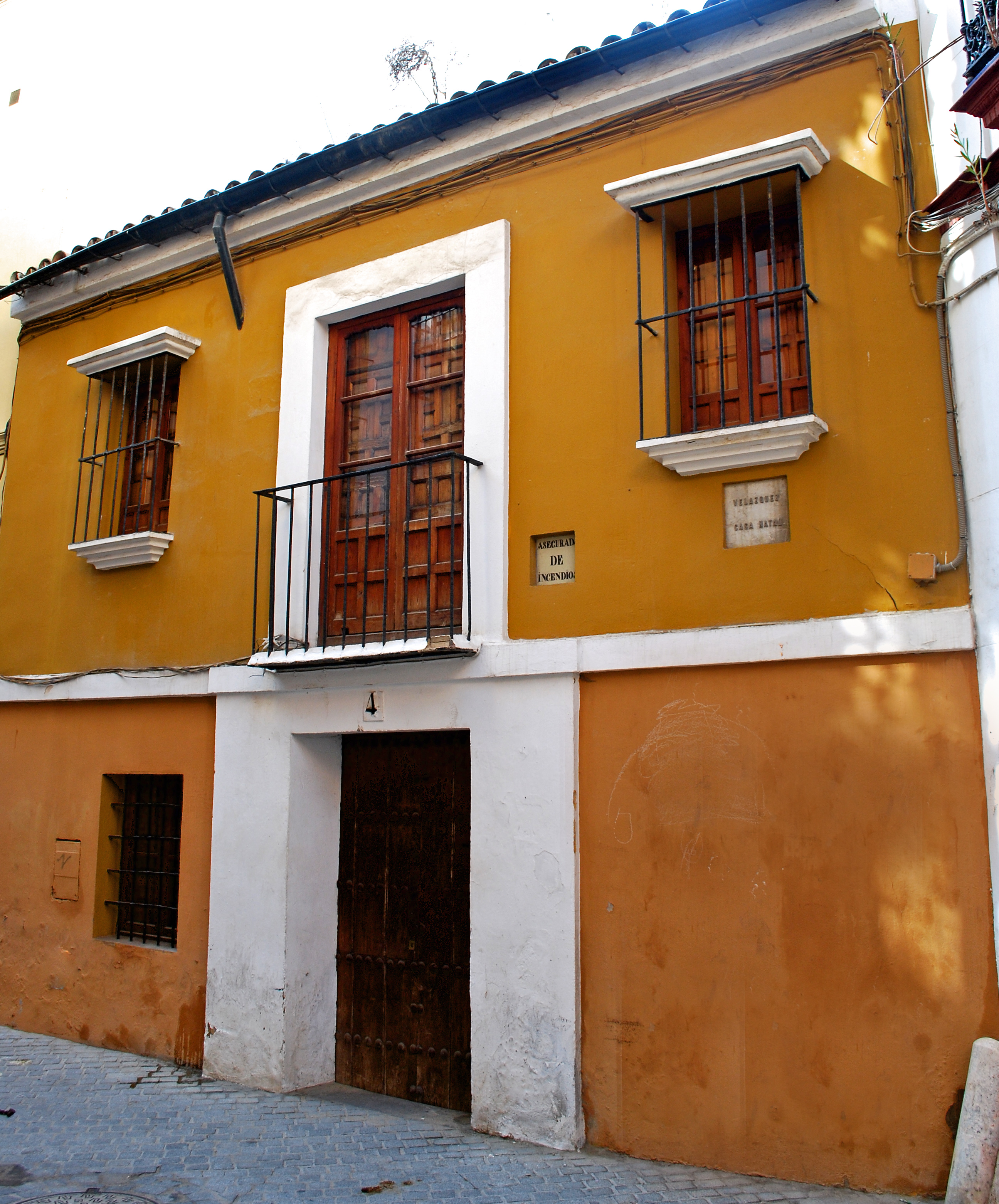
Su casa natal en Sevilla

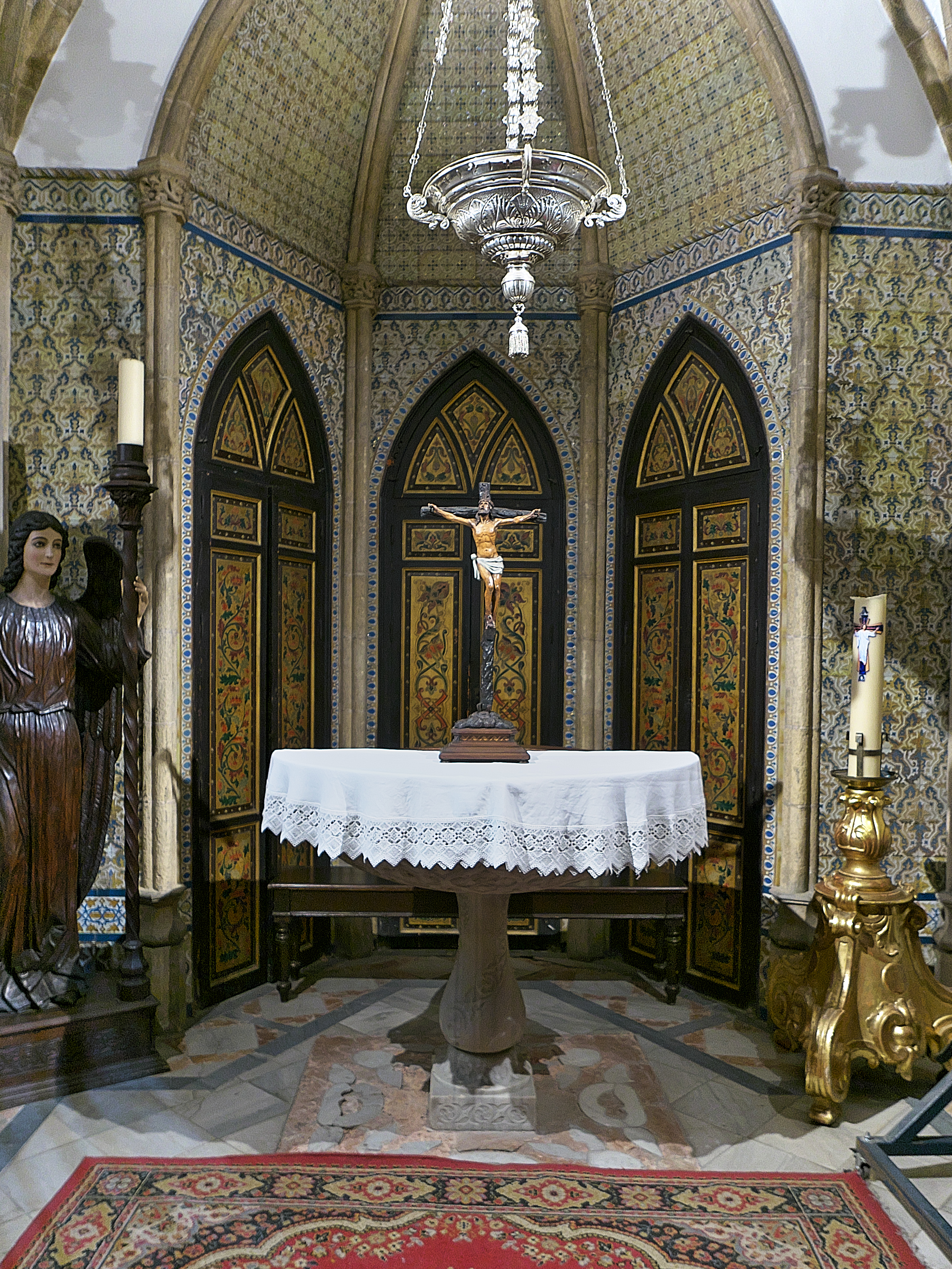
Iglesia de San Pedro (Sevilla). Capilla bautismal en la que fue bautizado Diego Velázquez

Se ha afirmado que la familia figuraba entre la pequeña hidalguía de la ciudad. Sin embargo, y a pesar de las pretensiones nobiliarias de Velázquez, no hay pruebas suficientes que lo confirmen. El padre, tal vez hidalgo, era notario eclesiástico, oficio que solo podía corresponder a los niveles más bajos de la nobleza y, según Camón Aznar, debió de vivir con suma modestia, próxima a la pobreza. El abuelo materno, Juan Velázquez Moreno, era calcetero, oficio mecánico incompatible con la nobleza, aunque pudo destinar algunos ahorros a inversiones inmobiliarias. Los allegados del pintor alegaban como prueba de hidalguía que, desde 1609, la ciudad de Sevilla había comenzado a devolver a su bisabuelo Andrés la tasa que pesaba sobre «la blanca de la carne», impuesto al consumo que solo debían pagar los pecheros, y en 1613 comenzó a hacerse lo mismo con el padre y el abuelo. El propio Velázquez quedó exento de su pago desde que alcanzó la mayoría de edad. Sin embargo, esta exención no fue juzgada suficiente acreditación de nobleza por el Consejo de Órdenes Militares cuando en la década de 1650 se abrió el expediente para determinar la supuesta hidalguía de Velázquez, reconocida únicamente al abuelo paterno, de quien se decía que había sido tenido por tal en Portugal y Galicia.

#### Aprendizaje
La Sevilla en que se formó el pintor era la ciudad más rica y poblada de España, así como la más cosmopolita y abierta del Imperio. Disponía del monopolio del comercio con América y tenía una importante colonia de comerciantes flamencos e italianos. También era una sede eclesiástica de gran importancia y disponía de grandes pintores.
Su talento afloró a edad muy temprana. Recién cumplidos los diez años, según Antonio Palomino, comenzó su formación en el taller de Francisco Herrera el Viejo, pintor prestigioso en la Sevilla del siglo XVII, pero de muy mal carácter y al que el joven alumno no habría podido soportar. La estancia en el taller de Herrera, que no ha podido ser documentada, hubo de ser necesariamente muy corta, pues en octubre de 1611 Juan Rodríguez firmó la «carta de aprendizaje» de su hijo Diego con Francisco Pacheco, obligándose con él por un periodo de seis años, a contar desde diciembre de 1610, cuando pudo haber tenido lugar la incorporación efectiva al taller del que sería su suegro.
En el taller de Pacheco, pintor vinculado a los ambientes eclesiásticos e intelectuales de Sevilla, Velázquez adquirió su primera formación técnica y sus ideas estéticas. El contrato de aprendizaje fijaba las habituales condiciones de servidumbre: el joven aprendiz, instalado en la casa del maestro, debía servirle «en la dicha vuestra casa y en todo lo demás que le dixéredes e mandáredes que le sea onesto e pusible de hazer», mandatos que solían incluir moler los colores, calentar las colas, decantar los barnices, tensar los lienzos y armar bastidores entre otras obligaciones. El maestro, a cambio, se obligaba a dar al aprendiz comida, casa y cama, a vestirlo y calzarlo, y a enseñarle el «arte bien e cumplidamente según como vos lo sabéis sin le encubrir dél cosa alguna».
Pacheco era un hombre de amplia cultura, autor de un importante tratado, El arte de la pintura, que no llegó a ver publicado en vida. Como pintor era bastante limitado, fiel seguidor de los modelos de Rafael y Miguel Ángel, interpretados de forma dura y seca. Sin embargo, como dibujante realizó excelentes retratos a lápiz. Aun así, supo dirigir a su discípulo y no limitar sus capacidades. Pacheco es más conocido por sus escritos y por ser el maestro de Velázquez que como pintor. En su importante tratado, publicado póstumamente en 1649 e imprescindible para conocer la vida artística española de la época, se muestra fiel a la tradición idealista del anterior siglo XVI y poco proclive a los progresos de la pintura naturalista flamenca e italiana. Sin embargo, muestra su admiración por la pintura de su yerno y elogia los bodegones con figuras de marcado carácter naturalista que pintó en sus primeros años. Tenía un gran prestigio entre el clero y era muy influyente en los círculos literarios sevillanos que reunían a la nobleza local.
Así describió Pacheco este periodo de aprendizaje: «Con esta doctrina [del dibujo] se crio mi yerno, Diego Velásques de Silva siendo muchacho, el cual tenía cohechado un aldeanillo aprendiz, que le servía de modelo en diversas acciones y posturas, ya llorando, ya riendo, sin perdonar dificultad alguna. Y hizo por él muchas cabezas de carbón y realce en papel azul, y de otros muchos naturales, con que granjeó la certeza en el retratar».
No se ha conservado ningún dibujo de los que debió realizar de este aprendiz, pero es significativa la repetición de las mismas caras y personas en algunas de sus obras de esta época (véase por ejemplo el muchacho de la izquierda en Vieja friendo huevos o en El aguador de Sevilla).
El historiador alemán Carl Justi, el primer gran especialista sobre el pintor, consideraba que en el breve tiempo que Velázquez pasó con Herrera, este debió transmitirle el impulso inicial que le dio grandeza y singularidad. Le debió enseñar la «libertad de mano», que Velázquez no alcanzaría hasta años más tarde en Madrid, aunque la ejecución libre era ya un rasgo conocido en su tiempo y anteriormente se había encontrado en el Greco. Posiblemente su primer maestro le sirviese de ejemplo en la búsqueda de su propio estilo, pues las analogías que se encuentran entre los dos son solo de carácter general. En las primeras obras de Diego se encuentra un dibujo estricto atento a percibir la exactitud de la realidad del modelo, de plástica severa, totalmente opuesto a los contornos sueltos de la tumultuosa fantasía de las figuras de Herrera. Continuó su aprendizaje con un maestro totalmente diferente. Así como Herrera era un pintor nato muy temperamental, Pacheco era culto pero poco pintor, que lo que más valoraba era la ortodoxia. Justi concluía al comparar sus cuadros que Pacheco ejerció poca influencia artística en su discípulo. Mayor influencia hubo de ejercer sobre él en los aspectos teóricos, tanto de carácter iconográfico, por ejemplo en su defensa de la Crucifixión con cuatro clavos, como en lo que se refiere al reconocimiento de la pintura como un arte noble y liberal, frente al carácter meramente artesanal con que era percibida por la mayoría de sus contemporáneos.
Debe advertirse, con todo, que de haber sido discípulo de Herrera el Viejo, lo habría sido en los inicios de su carrera, cuando este contaba alrededor de veinte años y ni siquiera se había examinado como pintor, lo que solo haría en 1619 y precisamente ante Francisco Pacheco. Jonathan Brown, que no toma en consideración la supuesta etapa de formación con Herrera, apunta otra posible influencia temprana, la de Juan de Roelas, presente en Sevilla durante los años de aprendizaje de Velázquez. Habiendo recibido importantes encargos eclesiásticos, Roelas introdujo en Sevilla el incipiente naturalismo escurialense, distinto del practicado por el joven Velázquez.

#### Sus comienzos como pintor

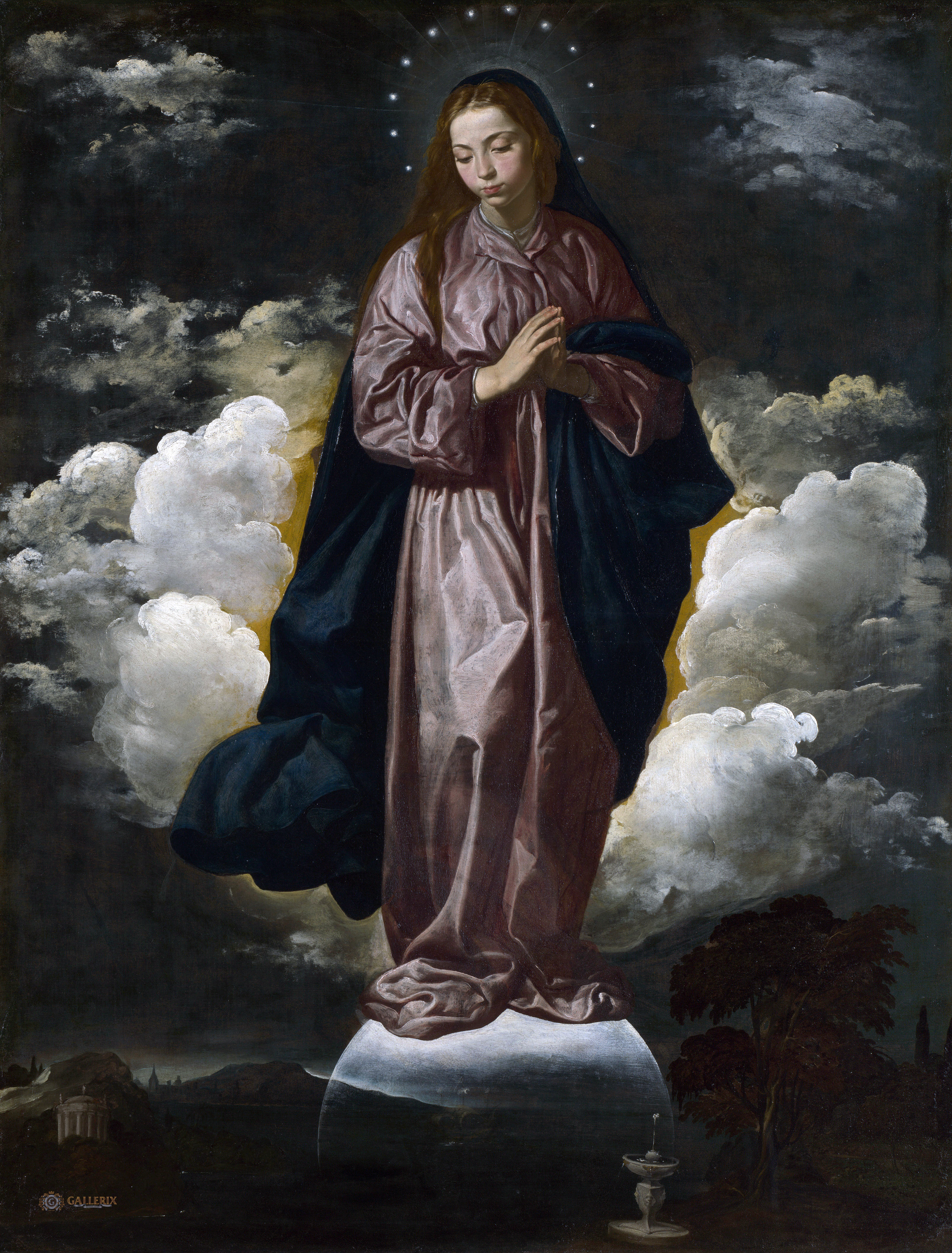
Inmaculada Concepción, c. 1618 (National Gallery de Londres)

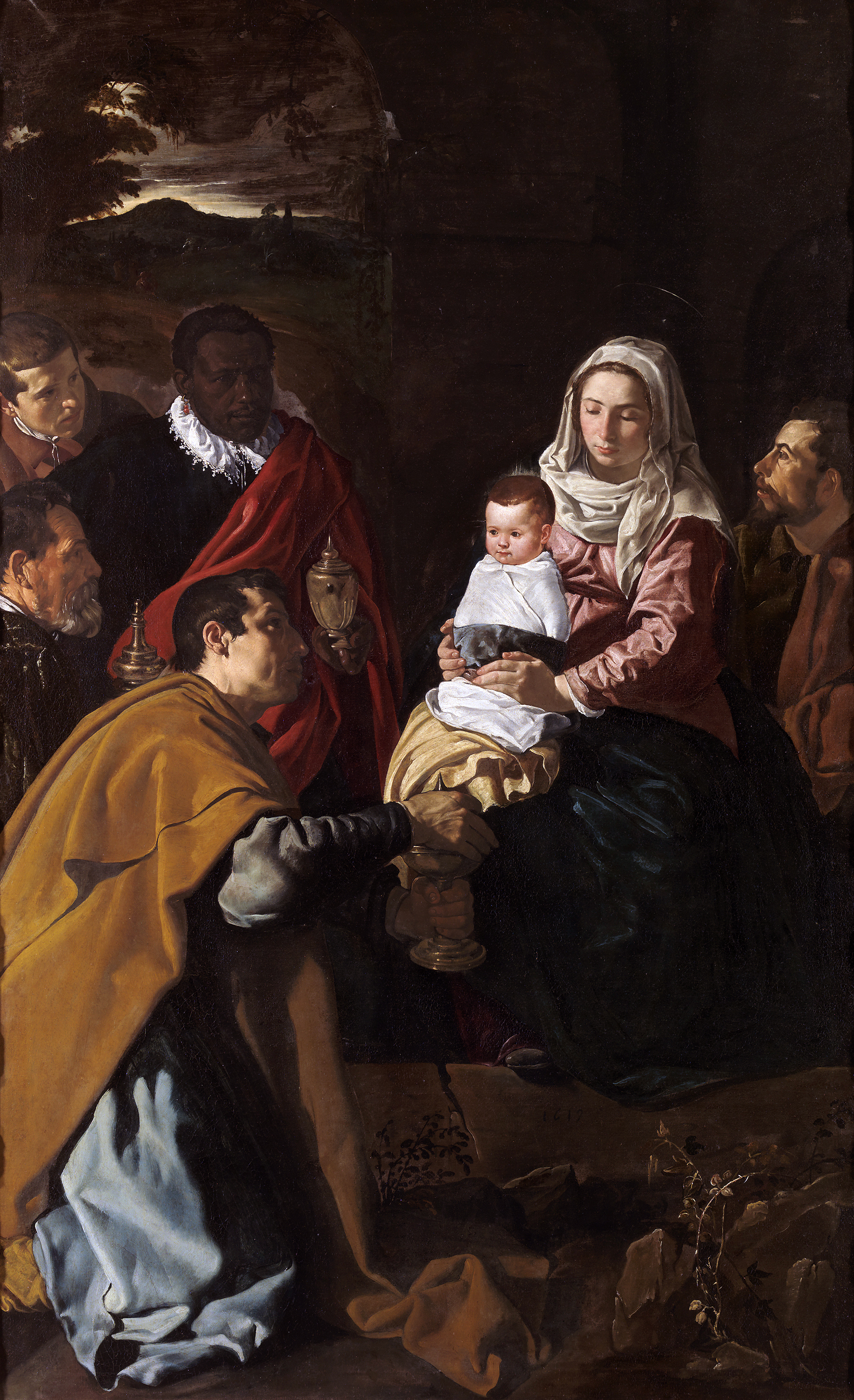
Adoración de los Magos, 1619. Se estima que sus modelos fueron su familia: así el Niño Jesús sería su hija Francisca, la Virgen su esposa Juana, Melchor su suegro Pacheco y Gaspar sería el mismo Velázquez.

Terminado el periodo de aprendizaje, el 14 de marzo de 1617 aprobó ante Juan de Uceda y Francisco Pacheco el examen que le permitía incorporarse al gremio de pintores de Sevilla. Recibió licencia para ejercer como «maestro de imaginería y al óleo», pudiendo practicar su arte en todo el reino, tener tienda pública y contratar aprendices. La escasa documentación conservada de su etapa sevillana, relativa casi exclusivamente a asuntos familiares y transacciones económicas, que indican cierta holgura familiar, solo ofrecen un dato relacionado con su oficio de pintor: el contrato de aprendizaje que Alonso Melgar, padre de Diego Melgar, de trece o catorce años, firmó en los primeros días de febrero de 1620 con Velázquez para que este le enseñase su oficio.
Antes de cumplir los 19 años, el 23 de abril de 1618, se casó en Sevilla con Juana Pacheco, hija de Francisco Pacheco, que tenía 15 años, pues había nacido el 1 de junio de 1602. En Sevilla nacieron sus dos hijas: Francisca, bautizada el 18 de mayo de 1619, e Ignacia, bautizada el 29 de enero de 1621. Era frecuente entre los pintores de Sevilla de su época unirse por vínculos de parentesco, formando así una red de intereses que facilitaba trabajos y encargos.
Su gran calidad como pintor se manifestó ya en sus primeras obras realizadas con solo 18 o 19 años, bodegones con figuras como El almuerzo del Museo del Ermitage de San Petersburgo, o la Vieja friendo huevos de la National Gallery of Scotland de Edimburgo, de asunto y técnica totalmente ajenos a cuanto se hacía en Sevilla, opuestos además a los modelos y preceptos teóricos de su maestro, quien no obstante iba a hacer, a raíz de ellos, una defensa del género pictórico del bodegón:

¿Los bodegones no se deben estimar? Claro está que sí si son pintados como mi yerno los pinta alzándose con esta parte sin dexar lugar a otros, y merecen estimación grandísima; pues con estos principios y los retratos, de que hablaremos luego, halló la verdadera imitación del natural alentando los ánimos de muchos con su poderoso ejemplo.

En estos primeros años desarrolló una extraordinaria maestría, en la que se pone de manifiesto su interés por dominar la imitación del natural, consiguiendo la representación del relieve y de las calidades, mediante una técnica de claroscuro que recuerda el naturalismo de Caravaggio, aunque no es probable que el joven Velázquez pudiera haber llegado a conocer ninguna de las obras del pintor italiano. En sus cuadros una fuerte luz dirigida acentúa los volúmenes y objetos sencillos que aparecen destacados en primer plano. El cuadro de género o bodegón, de procedencia flamenca, de los que Velázquez pudo conocer los grabados de Jacob Matham, y la llamada pittura ridicola, practicada en el norte de Italia por artistas como Vincenzo Campi, con su representación de objetos cotidianos y tipos vulgares, pudieron servirle para desarrollar estos aspectos tanto como la iluminación claroscurista. Prueba de la temprana recepción en España de pinturas de este género se encuentra en la obra de un modesto pintor de Úbeda llamado Juan Esteban.
Además, el primer Velázquez pudo conocer obras del Greco, de su discípulo Luis Tristán, practicante de un personal claroscurismo, y de un actualmente mal conocido retratista, Diego de Rómulo Cincinnato, del que se ocupó elogiosamente Pacheco.
El Santo Tomás del Museo de Bellas Artes de Orleans y el San Pablo del Museo Nacional de Arte de Cataluña, evidenciarían el conocimiento de los dos primeros. La clientela sevillana, mayoritariamente eclesiástica, demandaba temas religiosos, cuadros de devoción y retratos, por lo que también la producción del pintor en este tiempo se volcó en los encargos religiosos, como la Inmaculada Concepción de la National Gallery de Londres y su pareja, el San Juan en Patmos, procedentes del convento de carmelitas calzados de Sevilla, de acusado sentido volumétrico y un manifiesto gusto por las texturas de los materiales; la Adoración de los Magos del Museo del Prado o la Imposición de la casulla a San Ildefonso del Ayuntamiento de Sevilla. Velázquez, sin embargo, abordó en ocasiones los temas religiosos de la misma forma que sus bodegones con figuras, como ocurre en el Cristo en casa de Marta y María de la National Gallery de Londres o en La cena de Emaús de la National Gallery of Ireland, también conocida como La mulata, de la que una réplica posiblemente autógrafa en el Instituto de Arte de Chicago suprime el motivo religioso, reducido a bodegón profano. Esa forma de interpretar el natural le permitió llegar al fondo de los personajes, demostrando tempranamente una gran capacidad para el retrato, transmitiendo la fuerza interior y temperamento de los retratados. Así en el retrato de sor Jerónima de la Fuente de 1620, del que se conocen dos ejemplares de gran intensidad, donde transmite la energía de esa monja que con 70 años partió de Sevilla para fundar un convento en Filipinas.
Se consideran obras maestras de esta época la Vieja friendo huevos de 1618 y El aguador de Sevilla realizada hacia 1620. En la primera demuestra su maestría en la hilera de objetos de primera fila mediante una luz fuerte e intensa que destaca superficies y texturas. El segundo, cuadro que llevó a Madrid y regaló a Juan Fonseca, quien le ayudó a posicionarse en la corte, tiene excelentes efectos: el gran jarro de barro capta la luz en sus estrías horizontales mientras pequeñas gotas de agua transparentes resbalan por su superficie.
Sus obras, en especial sus bodegones, tuvieron gran influencia en los pintores sevillanos contemporáneos, existiendo gran cantidad de copias e imitaciones de ellos. De las veinte obras que se conservan de este periodo, nueve se pueden considerar bodegones.

### Rápido reconocimiento en la corte

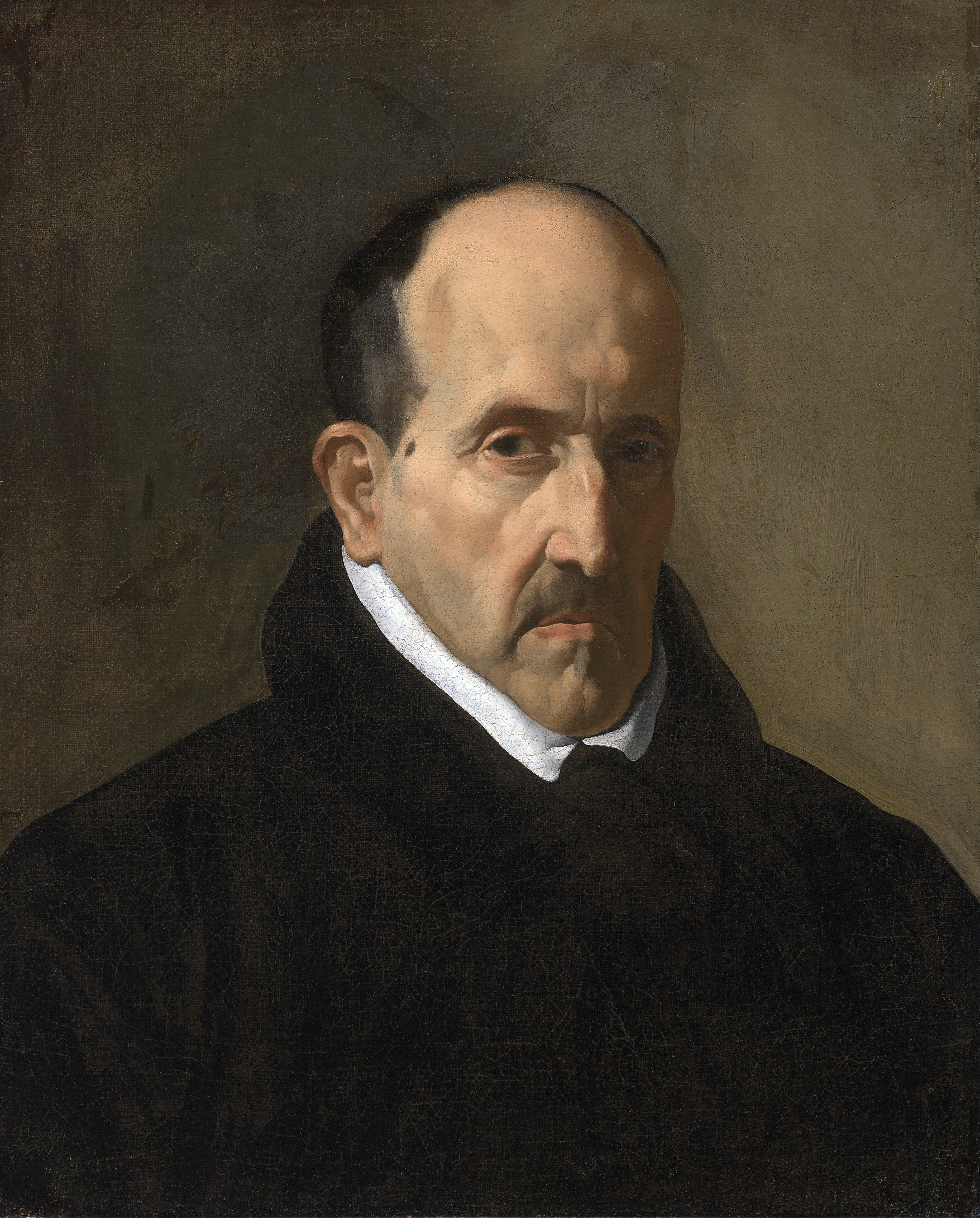
En su primera visita a Madrid en 1622 pintó el retrato de Góngora, captando sin ninguna concesión su amargura.

En 1621 murió en Madrid Felipe III y el nuevo monarca, Felipe IV, favoreció a un noble de familia sevillana, Gaspar de Guzmán, luego conde-duque de Olivares, que se convirtió en poco tiempo en el todopoderoso valido del rey. Olivares abogó por que la corte estuviera integrada mayoritariamente por andaluces. Pacheco debió entenderlo como una gran oportunidad para su yerno, procurándose los contactos oportunos para que Velázquez fuese presentado en la corte, a donde iba a viajar so pretexto de conocer las colecciones de pintura de El Escorial. Su primer viaje a Madrid tuvo lugar en la primavera de 1622. Velázquez debió de ser presentado a Olivares por Juan de Fonseca o por Francisco de Rioja, pero según relata Pacheco «no se pudo retratar al rey aunque se procuró», por lo que el pintor regresó a Sevilla antes de fin de año. A quien sí retrató por encargo de Pacheco, que preparaba un Libro de retratos, fue al poeta Luis de Góngora, que era capellán del rey. 

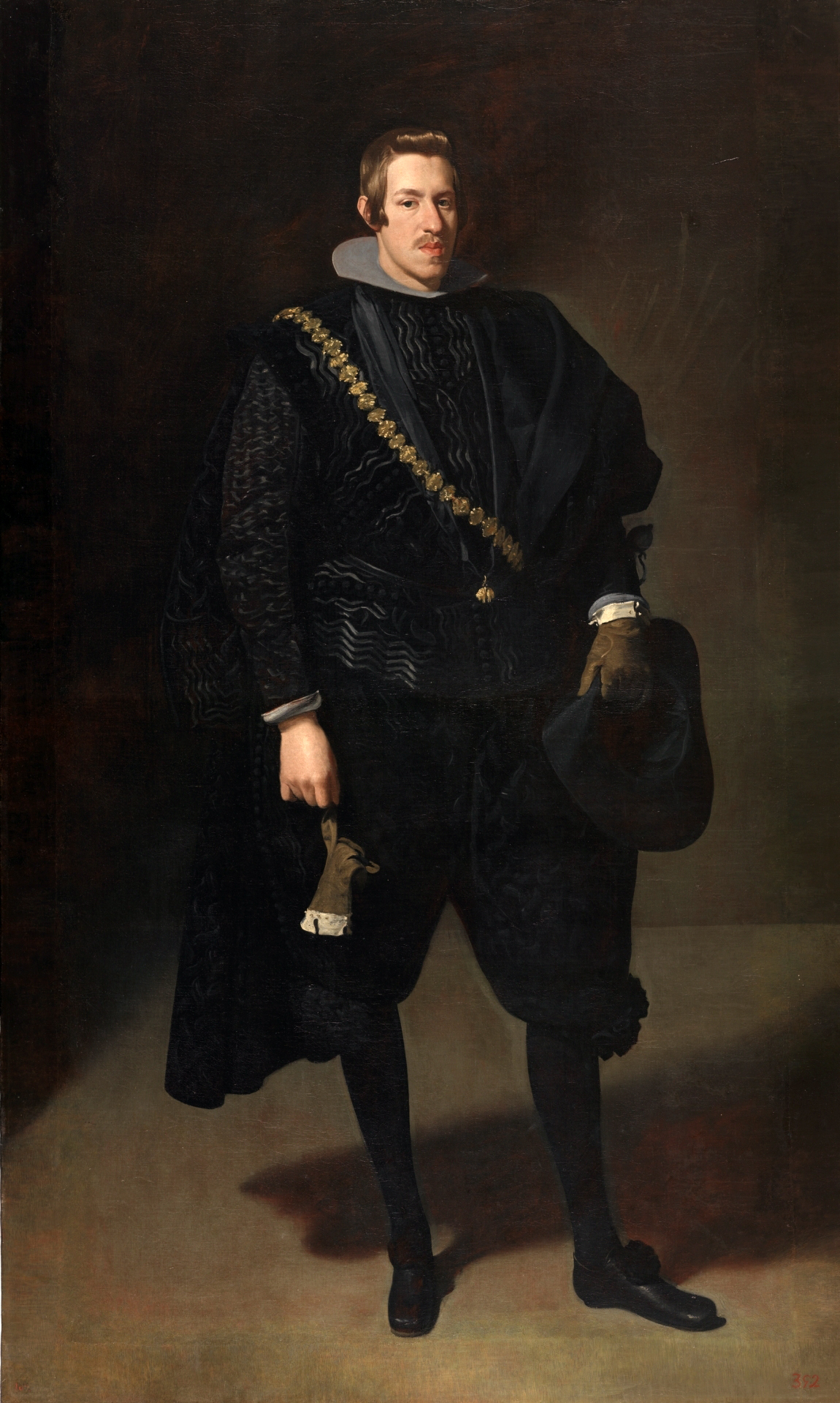
Retrato del infante Don Carlos (1626-27). Elegante y austero, todavía con iluminación tenebrista, resalta su rostro y sus manos iluminados sobre un fondo de penumbra.

Gracias a Fonseca, Velázquez pudo visitar las colecciones reales de pintura, de enorme calidad, donde Carlos I y Felipe II habían reunido cuadros de Tiziano, Veronés, Tintoretto y los Bassano. Según Julián Gállego, entonces debió comprender la limitación artística de Sevilla y que además de la imitación de la naturaleza existía «una poesía en la pintura y una belleza en la entonación». El estudio posterior de la colección real, especialmente los tizianos, tuvo una decisiva influencia en la evolución estilística del pintor, que pasó del naturalismo austero de su época sevillana y de las severas gamas terrosas a la luminosidad de los grises plata y azules transparentes en su madurez.
Poco más tarde, los amigos de Pacheco, principalmente Juan de Fonseca, que era capellán real y había sido canónigo de Sevilla, consiguieron que el conde-duque llamase a Velázquez para retratar al rey. Así lo relató Pacheco:

El de 1623 fue llamado [a Madrid] del mesmo don Juan (por orden del Conde Duque); hospedóse en su casa, donde fue regalado y servido, y hizo su retrato. Llevólo a palacio aquella noche un hijo del conde de Peñaranda, camarero del Infante Cardenal, y en una hora lo vieron todos los de Palacio, los Infantes y el Rey, que fue la mayor calificación que tuvo. Ordenóse que retratase al infante, pero pareció más conveniente hacer el de su Majestad primero, aunque no pudo ser tan presto por grandes ocupaciones; en efecto se hizo en 30 de agosto, 1623, a gusto de Su Majestad, y de los Infantes y del Conde Duque, que afirmó no haber retratado al rey hasta entonces; y lo mismo sintieron todos los señores que lo vieron. Hizo también de camino un bosquexo del Príncipe de Gales, que le dio cien escudos.

Ninguno de estos retratos se conserva, aunque se ha querido identificar un discutido Retrato de caballero (Detroit Institute of Arts) con el de Juan de Fonseca. Tampoco se conoce el del príncipe de Gales, futuro Carlos I, excelente aficionado a la pintura y que había llegado a Madrid de incógnito para concertar su matrimonio con la infanta María, hermana de Felipe IV, operación que no prosperó. Las obligaciones protocolarias de esta visita debieron de ser las que retrasaran el primer retrato del rey, que por la precisa datación de Pacheco, el 30 de agosto, debió de ser un boceto para elaborarlo en el taller. Pudo servir de base para un primer y también perdido retrato ecuestre, que en 1625 se expuso en la calle Mayor, «con admiración de toda la corte e invidia de los de l'arte», de lo que Pacheco se declara testigo. Cassiano dal Pozzo, secretario del cardenal Barberini, a quien acompañó en su visita a Madrid en 1626, informa de su colocación en el Salón Nuevo del Alcázar formando pareja con el célebre retrato de Carlos V a caballo en Mühlberg de Tiziano, testimoniando la «grandeza» del caballo «è un bel paese» (un bello paisaje), que según Pacheco habría sido pintado del natural, como todo lo demás.
Todo indica que el joven monarca, seis años menor que Velázquez, que había recibido clases de dibujo de Juan Bautista Maíno, supo apreciar de inmediato las dotes artísticas del sevillano. Consecuencia de ese primer encuentro con el rey fue que en octubre de 1623 se ordenó a Velázquez trasladar su lugar de residencia a Madrid, siendo nombrado pintor del rey con un sueldo de veinte ducados al mes, ocupando la vacante de Rodrigo de Villandrando que había fallecido el año anterior. Ese sueldo, que no incluía la remuneración que le pudiese corresponder por sus pinturas, se vio pronto incrementado con otras concesiones, incluido un beneficio eclesiástico en las Canarias por valor de 300 ducados anuales, otorgado a petición del conde-duque por el papa Urbano VIII.

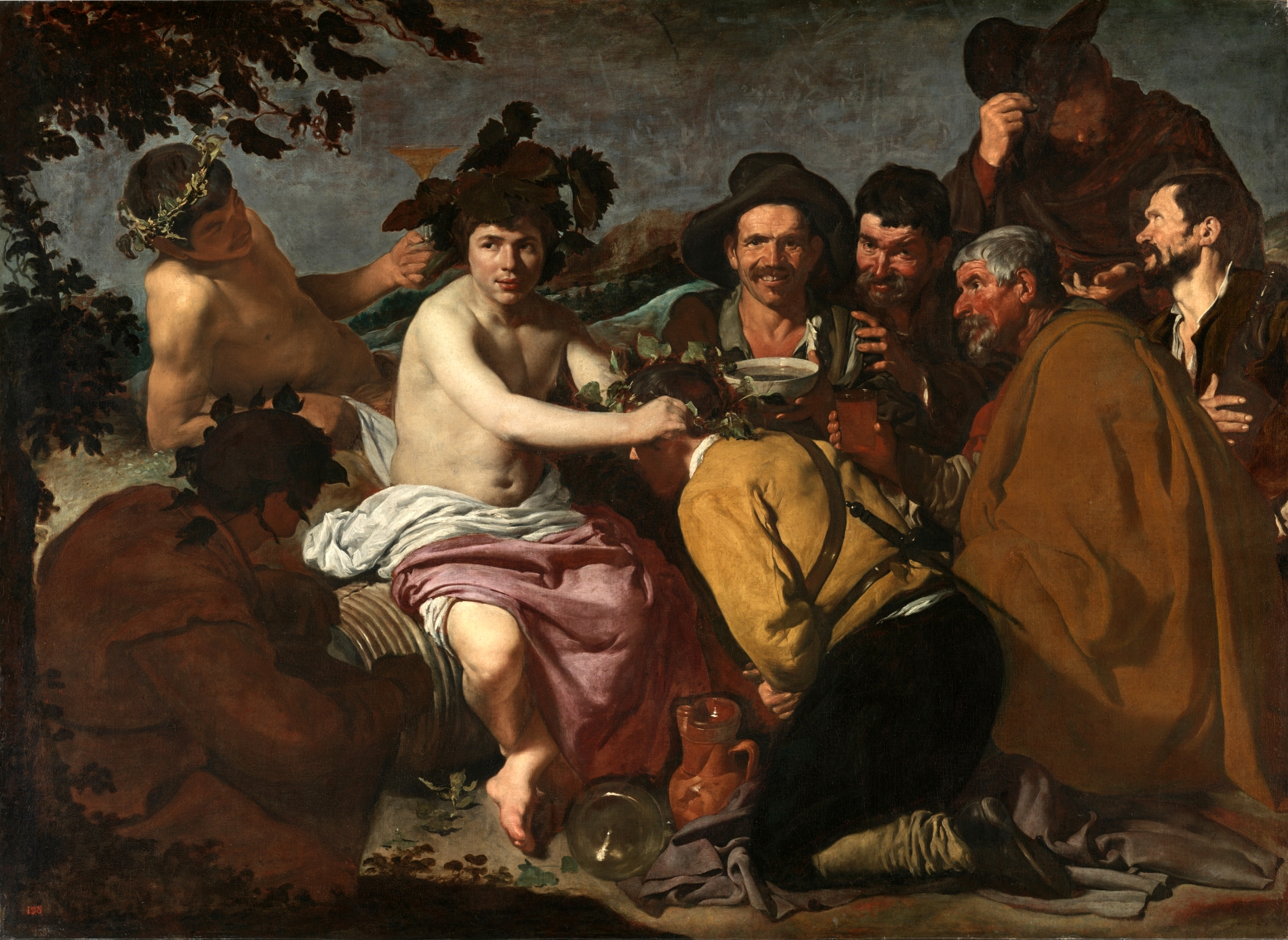
El triunfo de Baco, (1628-29), conocida como Los borrachos y considerada la obra maestra de este periodo. Los adoradores de la derecha están modelados con un empaste denso y en unos colores que corresponden a su etapa juvenil. Sin embargo, la luminosidad del cuerpo desnudo y la presencia del paisaje de fondo muestran una evolución en su técnica.

La rápida ascensión de Velázquez provocó el resentimiento de los pintores más veteranos, como Vicente Carducho y Eugenio Cajés, que lo acusaban de ser solo capaz de pintar cabezas. Según escribió Jusepe Martínez, esto provocó la realización de un concurso en 1627 entre Velázquez y los otros tres pintores reales: Carducho, Cajés y Angelo Nardi. El ganador sería elegido para pintar el lienzo principal del Salón Grande del Real Alcázar de Madrid. El motivo del cuadro era La expulsión de los moriscos de España. El jurado, presidido por Juan Bautista Maíno, entre los bocetos presentados declaró vencedor a Velázquez. El cuadro fue colgado en este edificio y se perdió posteriormente en el incendio del mismo (Nochebuena de 1734). Este concurso contribuyó al cambio del gusto de la corte, abandonando el viejo estilo de pintura y aceptando la nueva pintura.
En marzo de 1627 juró el cargo de ujier de cámara, otorgado quizá por el triunfo en este concurso, con un sueldo de 350 ducados anuales, y desde 1628 ostentó el cargo de pintor de cámara, vacante a la muerte de Santiago Morán, considerado el cargo más importante entre los pintores de la corte. Su trabajo principal consistía en realizar los retratos de la familia real, por lo que estos representan una parte significativa de su producción. Otro trabajo era pintar cuadros para decorar los palacios reales, lo que le dio una mayor libertad en la elección de temas y en cómo representarlos, libertad de la que no gozaban los pintores comunes, atados a los encargos y a la demanda del mercado. Velázquez podía aceptar también encargos particulares, y consta que en 1624 cobró de doña Antonia de Ipeñarrieta por los retratos que le pintó de su esposo fallecido, del rey y del conde-duque, pero desde que se trasladó a Madrid solo aceptó encargos de miembros influyentes de la corte. Se sabe que pintó varios retratos del rey y del conde-duque, algunos para ser enviados fuera de España, como los dos retratos ecuestres que en mayo de 1627 fueron enviados a Mantua por el embajador en Madrid de los Gonzaga, algunos de los cuales se perdieron en el incendio del Alcázar de 1734.
Entre las obras conservadas de este periodo destaca especialmente El triunfo de Baco, popularmente conocido como Los borrachos, su primera composición mitológica, por la que en julio de 1629 cobró 100 ducados de la casa del rey. En él la antigüedad clásica se representa de forma vigorosa y cotidiana como una reunión de campesinos de su tiempo reunidos alegremente para beber, donde todavía persisten algunos modos sevillanos. Entre los retratos de los miembros de la familia real destaca El infante Don Carlos (Museo del Prado), de aspecto galán y algo indolente. De los retratos no pertenecientes a la familia real puede destacarse el inacabado Retrato de hombre joven de la Alte Pinakothek de Múnich. También podría pertenecer a este momento El geógrafo del Museo de Bellas Artes de Rouen, inventariado en 1692 en la colección del marqués del Carpio como «un retrato de una vara de un filósofo estándose riendo con un globo, original de Diego Velázquez». Identificado también como Demócrito y alguna vez atribuido a Ribera, con cuyo estilo guarda estrecha semejanza, provoca cierta perplejidad a la crítica por el modo diverso como en él se tratan manos y cabeza, con una pincelada muy suelta, y la manera más apretada del resto de la composición, lo que se explicaría por una reelaboración de aquellas partes en torno a 1640.
Su técnica en este periodo valora más la luz en función del color y la composición. En los retratos de los monarcas, según indicó Palomino, debía reflejar «la discreción e inteligencia del artífice, para saber elegir, a la luz o el contorno más grato... que en los soberanos es menester gran arte, para tocar sus defectos, sin peligrar en la adulación o tropezar en la irreverencia». Son las normas propias del «retrato de corte» a las que el pintor se obliga para dar al retratado el aspecto que mejor responda a la dignidad de su persona y de su condición. Pero Velázquez limita el número de atributos tradicionales del poder (reducidos a la mesa, el sombrero, el toisón o la empuñadura de la espada) para incidir en el tratamiento del rostro y las manos, más iluminados y sometidos progresivamente a un mayor refinamiento. Muy característico en su obra, como ocurre en el Retrato de Felipe IV de negro (Museo del Prado), es la tendencia a repintar rectificando lo hecho, lo que dificulta la datación precisa de sus obras. Esto constituye lo que se denominan «arrepentimientos», achacables a la ausencia de estudios previos y a un modo lento de trabajar, dado el carácter flemático del pintor, según lo definió el propio rey. Pasado el tiempo lo antiguo que quedó debajo y sobre lo que se pintó, surge de nuevo de forma fácilmente perceptible. En este retrato del rey se comprueba en las piernas y el manto, pero las radiografías revelan que el retrato fue repintado por completo, hacia 1628, introduciendo sutiles variaciones sobre el retrato subyacente, del que existe otra copia posiblemente autógrafa en el Metropolitan Museum of Art de Nueva York, algunos años anterior. De igual forma se percibe en muchos retratos posteriores, sobre todo de los monarcas.
En 1628 Rubens llegó a Madrid para realizar gestiones diplomáticas y permaneció en la ciudad casi un año. Se sabe que pintó del orden de diez retratos de la familia real, en su mayor parte perdidos. Al compararse los retratos de Felipe IV realizados por ambos pintores, las diferencias son notables: Rubens pintó al rey de forma alegórica, mientras Velázquez lo representaba como la esencia del poder. Picasso lo analizó así: «el Felipe IV de Velázquez es persona distinta del Felipe IV de Rubens». Rubens en este viaje copió también obras de la colección de pintura del rey, especialmente de Tiziano. Ya en otras ocasiones había copiado sus obras, pues Tiziano representaba para él una de sus principales fuentes de inspiración y estímulo. Esta labor de copia fue especialmente intensa en la corte de Felipe IV, que poseía la más importante colección de obras del veneciano. Las copias que hizo Rubens fueron adquiridas por Felipe IV y previsiblemente inspiraron también a Velázquez.
Rubens y Velázquez ya habían colaborado en cierta forma antes de este viaje a Madrid, al servirse el flamenco de un retrato de Olivares pintado por Velázquez para proporcionar el dibujo de un grabado realizado por Paulus Pontius e impreso en Amberes en 1626, en el que el marco alegórico fue diseñado por Rubens y la cabeza por Velázquez. El sevillano lo debió ver pintar los retratos reales y copias de Tiziano, siendo una gran experiencia para él observar la ejecución de esos cuadros de los dos pintores que más influencia tendrían en su propia obra. Pacheco afirmaba, en efecto, que Rubens en Madrid había tenido poco trato con pintores excepto con su yerno, con quien visitó las colecciones de El Escorial, estimulándole, según Palomino, a viajar a Italia. Para Harris no hay duda de que esta relación inspiró su primer cuadro alegórico, Los borrachos. Sin embargo Calvo Serraller precisa que aunque la mayoría de los especialistas han interpretado la visita de Rubens como la primera influencia decisiva que sufrió la pintura de Velázquez, nada hay que demuestre un cambio sustancial en su estilo en este momento. Para Calvo Serraller lo que sí es casi seguro es que Rubens impulsó el primer viaje a Italia, pues al poco de marcharse de la corte española en mayo de 1629 Velázquez obtuvo el permiso para realizar su viaje. Según los representantes italianos en España este viaje era para completar sus estudios.

### Primer viaje a Italia

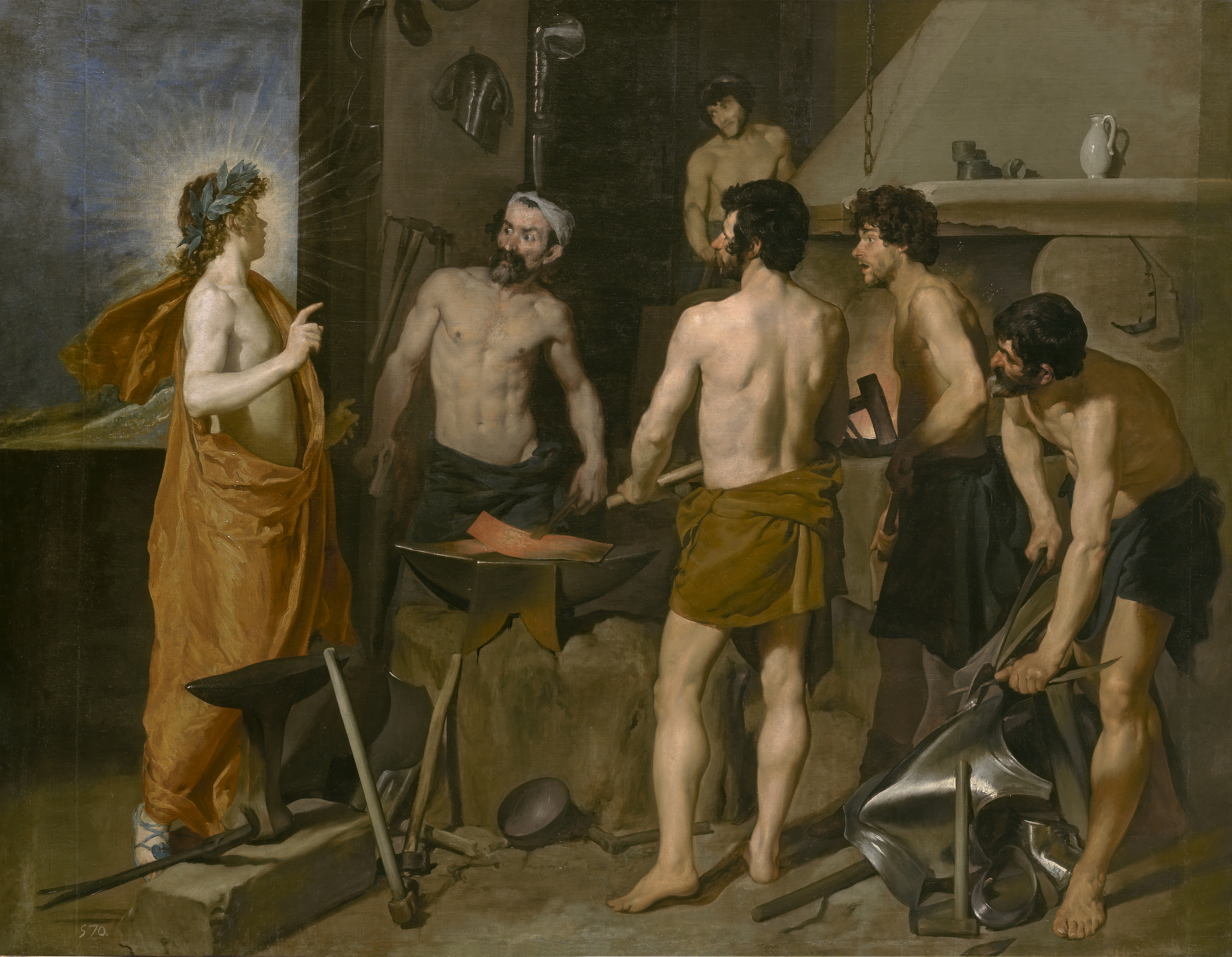
La fragua de Vulcano (1630). Obra esencial para entender su evolución en su primer viaje a Italia. La atmósfera ha superado las limitaciones del tenebrismo y los cuerpos se modelan en un espacio real y no emergen en una sombra envolvente. La preocupación por el desnudo y la riqueza de las expresiones sugieren el estudio del clasicismo romano-boloñés.

Así pues, después de la marcha de Rubens y seguramente influido por él, Velázquez solicitó licencia al rey para viajar a Italia a completar sus estudios. El 22 de julio de 1629 le concedieron para el viaje dos años de salario, 480 ducados, y además disponía de otros 400 ducados por el pago de varios cuadros. Velázquez viajó con un criado, y llevaba cartas de recomendación para las autoridades de los lugares que quería visitar.
Este viaje a Italia representó un cambio decisivo en su pintura. Desde el siglo anterior muchos artistas de toda Europa viajaban a Italia para conocer el centro de la pintura europea admirado por todos, un anhelo compartido también por Velázquez. Además, Velázquez era el pintor del rey de España, y por ello se le abrieron todas las puertas, pudiendo contemplar obras que solo estaban al alcance de los más privilegiados.
Partió del puerto de Barcelona en la nave de Espínola, general genovés al servicio del rey español, que volvía a su tierra. El 23 de agosto de 1629 la nave arribó a Génova, de donde sin apenas detenerse marchó a Venecia, donde el embajador español le gestionó visitas a las principales colecciones artísticas de los distintos palacios. Según Palomino, copió obras de Tintoretto. Como la situación política era delicada en la ciudad, permaneció allí poco tiempo y partió hacia Ferrara, donde se encontraría con la pintura de Giorgione; se desconoce el efecto que le produjo la obra de este gran innovador.
Después estuvo en Cento, interesado en conocer la obra de Guercino, que pintaba sus cuadros con una iluminación muy blanca, trataba a sus figuras religiosas como personajes corrientes y era un gran paisajista. Para Julián Gállego, la obra de Guercino fue la que más ayudó a Velázquez a encontrar su estilo personal.
En Roma, el cardenal Francesco Barberini, a quien había tenido ocasión de retratar en Madrid, le facilitó la entrada a las estancias vaticanas, en las que dedicó muchos días a la copia de los frescos de Miguel Ángel y Rafael. Después se trasladó a Villa Médici, en las afueras de Roma, donde copió su colección de escultura clásica. No solo estudió a los maestros antiguos; en aquel momento se encontraban activos en Roma los grandes pintores del barroco Pietro da Cortona, Andrea Sacchi, Nicolas Poussin, Claudio de Lorena y Gian Lorenzo Bernini. No hay testimonio directo de que Velázquez contactase con ellos, pero existen importantes indicios de que conoció de primera mano las novedades del mundo artístico romano.

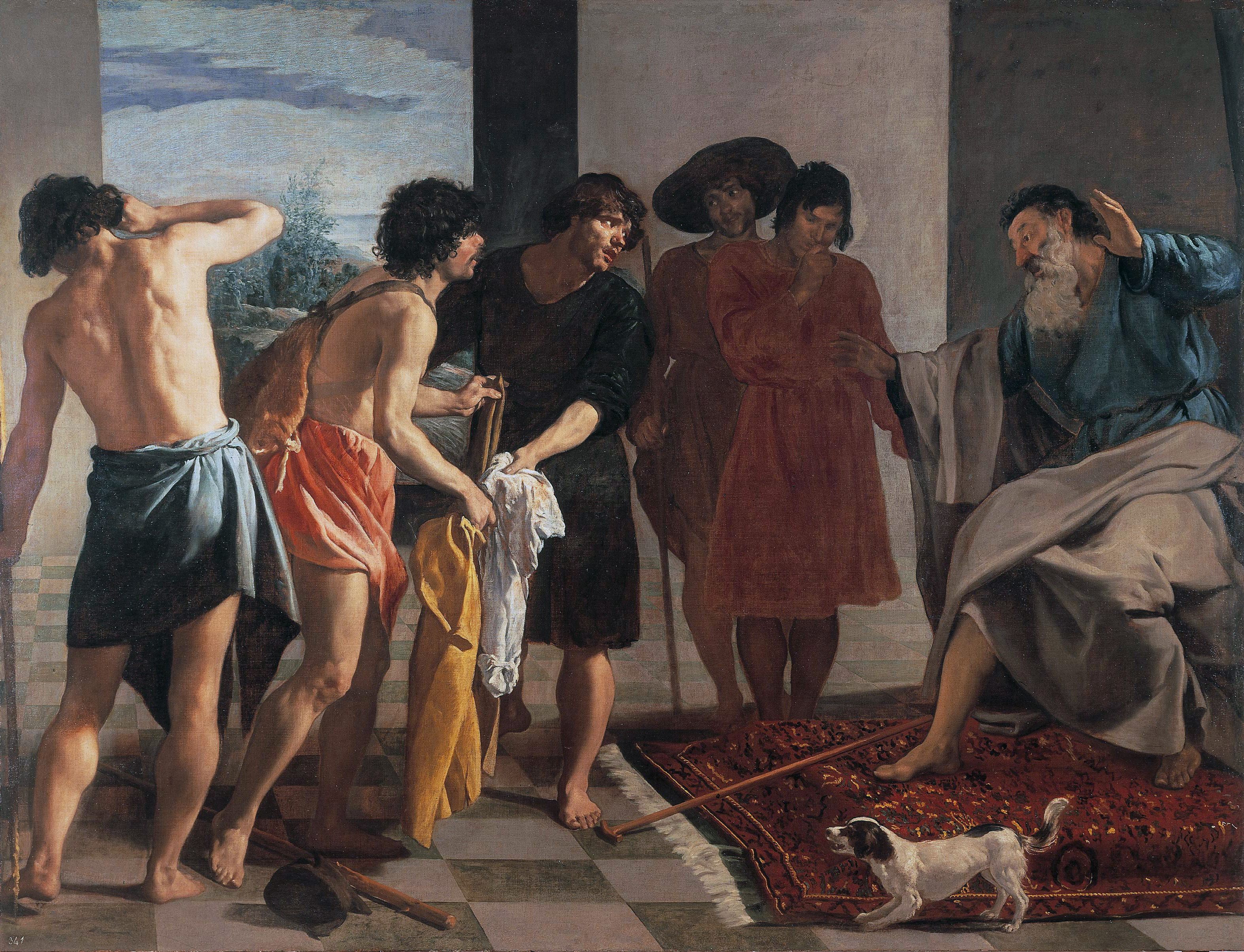
La túnica de José, (1630). En este primer viaje a Italia el conocimiento de los maestros italianos perfecciona su técnica. En este cuadro se evidencia; en sus modelados anatómicos, en los juegos de luces, en la armónica claridad de color y en una composición más estructurada y compleja.

La asimilación del arte italiano en el estilo de Velázquez se comprueba en La fragua de Vulcano y La túnica de José, lienzos pintados en este momento por iniciativa propia sin encargo de por medio. En La fragua de Vulcano, aunque persisten elementos del periodo sevillano, se advierte una ruptura importante con su pintura anterior. Algunos de esos cambios se aprecian en el tratamiento espacial: la transición hacia el fondo es suave y el intervalo entre figuras está muy medido. También en las pinceladas, aplicadas antes en capas de pintura opaca y ahora con una imprimación muy ligera, de modo que la pincelada es fluida y los toques de luz producen sorprendentes efectos entre las zonas iluminadas y las sombras. Así el pintor contemporáneo Jusepe Martínez concluía: «vino muy mejorado en cuanto a perspectiva y arquitectura se refiere».
En Roma pintó también dos pequeños paisajes en el jardín de Villa Médici: La entrada a la gruta y El Pabellón de Cleopatra-Ariadna, pero no existe acuerdo entre los historiadores sobre el momento de su ejecución. Quienes sostienen que pudo pintarlos durante el primer viaje, singularmente López-Rey, se apoyan en que el pintor vivió en Villa Médici en el verano de 1630, mientras que la mayoría de los especialistas han preferido retrasar la fecha de su realización al segundo viaje, por considerar muy avanzada su técnica bocetística, casi impresionista. Los estudios técnicos realizados en el Museo del Prado, si bien en este caso no son concluyentes, avalan sin embargo la ejecución en torno a 1630. Según Pantorba, se propuso captar dos fugaces «impresiones» a la manera como lo haría Monet dos siglos después. El estilo de estos cuadros ha sido frecuentemente comparado con los paisajes romanos que Corot pintó en el siglo XIX. La novedad de estos paisajes radica no tanto en sus asuntos como en su ejecución. Los estudios de paisajes tomados del natural eran una práctica poco frecuente, utilizada solo por algunos artistas holandeses establecidos en Roma. Algo después, también Claudio de Lorena realizó de ese modo algunos conocidos dibujos. Pero, a diferencia de todos ellos, Velázquez iba a emplear directamente el óleo, emulando en su ejecución la técnica informal del dibujo.
Permaneció en Roma hasta el otoño de 1630, y regresó a Madrid pasando por Nápoles, donde hizo el retrato de la reina de Hungría (Museo del Prado). Allí pudo conocer a José de Ribera, que se encontraba en su plenitud pictórica.

### Madurez en Madrid

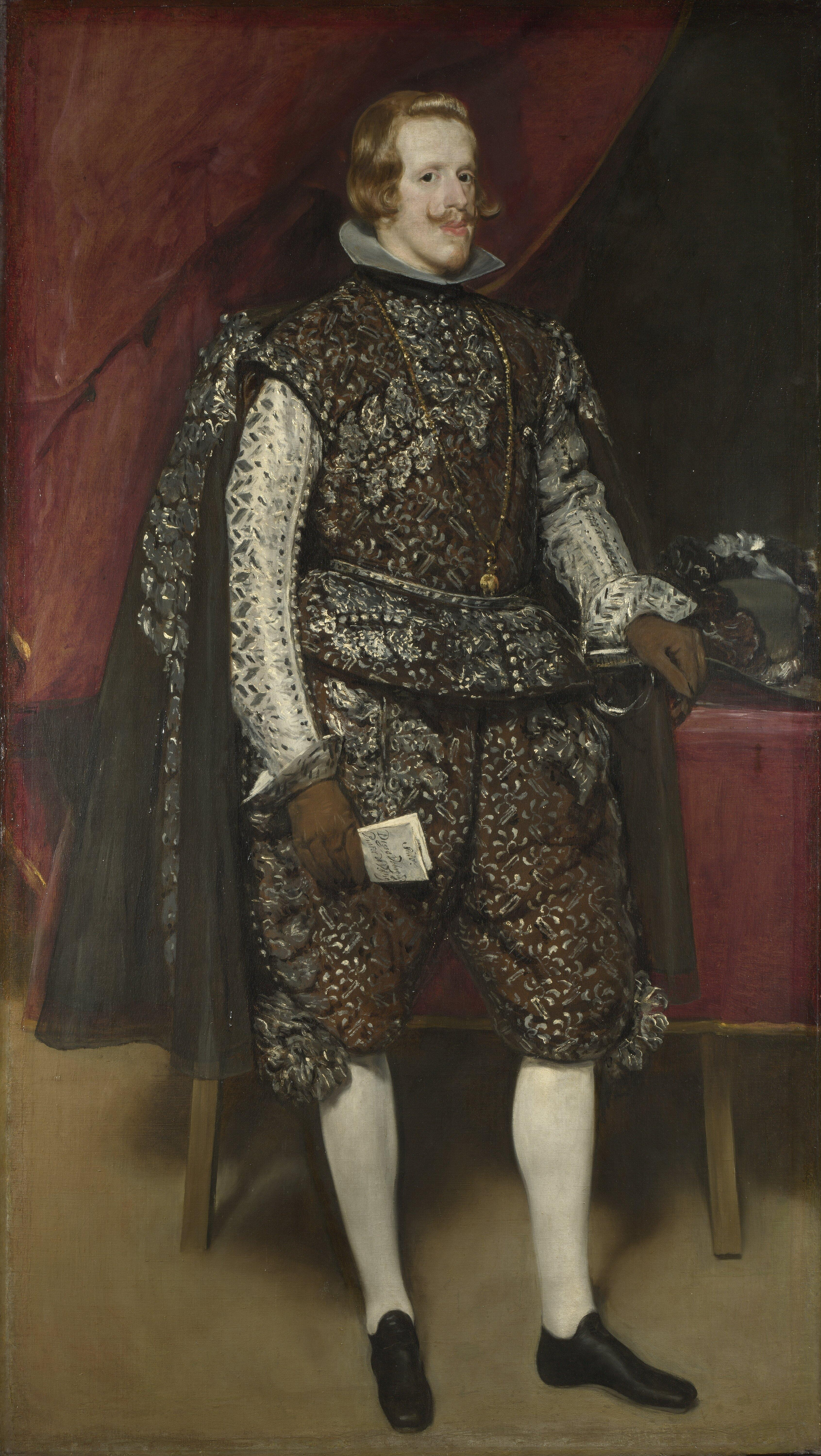
Según Gudiol, este retrato de Felipe IV de castaño y plata, pintado hacia 1631-1636, es de los primeros donde cambió su técnica buscando la impresión visual. El conjunto parece plasmado meticulosamente pero consiguió los efectos del vestido y de las mangas mediante manchas y toques irregulares.

Concluido su primer viaje a Italia, estaba en posesión de una técnica extraordinaria. Con 32 años inició su periodo de madurez. En Italia había completado su proceso formativo estudiando las obras maestras del Renacimiento y su educación pictórica era la más amplia que un pintor español había recibido hasta la fecha.
Desde principios de 1631, de nuevo en Madrid, volvió a su principal tarea de pintor de retratos reales en un periodo de amplia producción. Según Palomino, inmediatamente después de su regreso a la corte se presentó al conde-duque, quien le ordenó acudir a dar las gracias al rey por no haberse dejado retratar por otro pintor en su ausencia. También se le aguardaba para retratar al príncipe Baltasar Carlos, nacido durante su estancia en Roma, al que retrató en al menos seis ocasiones. Estableció su taller en el Alcázar y tuvo ayudantes. Al mismo tiempo, prosiguió su ascenso en la corte, no exento de litigios: en 1633 recibió una vara de alguacil de corte, ayuda de guardarropa de su majestad en 1636, ayuda de cámara en 1643 y superintendente de obras un año más tarde. La documentación, relativamente abundante para esta etapa, recogida por Pita Andrade, presenta, sin embargo, lagunas importantes en lo relativo a su labor artística.
En 1631 entró en su taller un joven ayudante de veinte años, Juan Bautista Martínez del Mazo, nacido en Cuenca, del que nada se sabe de su primera formación como pintor. Mazo se casó el 21 de agosto de 1633 con la hija mayor de Velázquez, Francisca, que tenía 15 años de edad. En 1634 su suegro le cedió su puesto de ujier de cámara, para asegurar el futuro económico de Francisca. Mazo apareció desde entonces estrechamente unido a Velázquez, como su ayudante más importante, pero sus propias obras no pasarían de ser copias o adaptaciones del maestro sevillano, destacando, según el aragonés Jusepe Martínez, por su habilidad en la pintura de pequeñas figuras. Su destreza al copiar las obras de su maestro, destacada por Palomino, y su intervención en algunas obras de Velázquez, que habían quedado sin terminar a su muerte, ha originado ciertas incertidumbres, pues todavía hay discusiones entre los críticos sobre la atribución de ciertos cuadros a Velázquez o a Mazo.
En 1632 pintó un Retrato del príncipe Baltasar Carlos que se conserva en la Colección Wallace de Londres, derivado de un retrato anterior, El príncipe Baltasar Carlos con un enano, terminado en 1631. Para José Gudiol, este segundo retrato representa el comienzo de una nueva etapa en la técnica de Velázquez, que en una larga evolución le llevó hasta sus últimas pinturas, mal llamadas «impresionistas». En algunas zonas de este cuadro, especialmente en el vestido, Velázquez deja de modelar la forma, tal como es, para pintar según la impresión visual. Buscaba de este modo la simplificación del trabajo pictórico, pero esto exigía un conocimiento profundo de cómo se producen los efectos de luz en las cosas representadas en la pintura. Se precisa también una gran seguridad, una gran técnica y un instinto considerable para poder elegir los elementos dominantes y principales, aquellos que permitirían al espectador apreciar con exactitud todos los detalles como si hubiesen sido pintados de verdad detalladamente. Precisa también de un dominio total del claroscuro para dar la sensación de volumen. Esta técnica se consolidó en el retrato Felipe IV de castaño y plata, donde, mediante una disposición irregular de toques claros, se sugieren los bordados del traje del monarca.
Participó en los dos grandes proyectos decorativos del periodo: el nuevo Palacio del Buen Retiro, impulsado por Olivares, y la Torre de la Parada, un pabellón de caza del rey en las proximidades de Madrid.
Para el Palacio del Buen Retiro, Velázquez realizó entre 1634 y 1635 una serie de cinco retratos ecuestres de Felipe III, Felipe IV, las esposas de ambos y el príncipe heredero. Estos decoraban los testeros (extremos) del gran Salón de Reinos, concebido con la finalidad de exaltar a la monarquía española y a su soberano. Para sus muros laterales se encargó también una amplia serie de lienzos con batallas mostrando las victorias recientes de las tropas españolas. Velázquez realizó uno de ellos, La rendición de Breda, el llamado también Las lanzas. Tanto el retrato de Felipe IV a caballo como el del príncipe se encuentran entre las obras maestras del pintor. Quizás en los otros tres retratos ecuestres pudo recibir ayuda de su taller, pero de todas formas se observa en los mismos detalles de suma destreza que pertenecen a la mano de Velázquez. La disposición de los retratos ecuestres del rey Felipe IV, la reina y el príncipe Baltasar Carlos en el Salón de Reinos, ha sido reconstruida por Brown apoyándose en descripciones de la época. El retrato del príncipe, el futuro de la monarquía, se encontraba entre los de sus padres:
Para la Torre de la Parada pintó tres retratos del rey, de su hermano, el cardenal-infante don Fernando, y del príncipe vestidos de cazadores. También para aquel pabellón de caza pintó otros tres cuadros, Esopo, Menipo y Marte descansando.
Hacia 1634, y con destino también al Palacio del Buen Retiro, Velázquez habría realizado un grupo de retratos de bufones y «hombres de placer» de la corte. El inventario de 1701 menciona seis cuadros verticales de cuerpo entero que podrían haber servido para decorar una escalera o una habitación inmediata al cuarto de la reina. De ellos únicamente tres se conservan en el Museo del Prado: Pablo de Valladolid, El bufón llamado don Juan de Austria y El bufón Cristóbal de Castañeda como Barbarroja. A la misma serie podrían pertenecer el desaparecido Francisco de Ocáriz y Ochoa, que entró al servicio del rey al mismo tiempo que Cristóbal de Pernía, y el llamado Juan Calabazas (Calabacillas con un molinete) del Museo de Arte de Cleveland, cuya autoría y fecha de ejecución son dudosas. Otros dos lienzos con bufones sentados decoraban sobreventanas de la sala de la reina en la Torre de la Parada, descritos en los inventarios como sendos enanos, uno de ellos «en traje de filósofo» y en actitud de estudio, identificado con Diego de Acedo, el Primo, y el otro, un bufón sentado con una baraja que se puede reconocer en Francisco Lezcano, el Niño de Vallecas. La misma procedencia podría tener El bufón Calabacillas sentado. Otros dos retratos de bufones fueron inventariados en 1666 por Juan Martínez del Mazo en el Alcázar: El Primo, que debió de perderse en el incendio de 1734, y El bufón don Sebastián de Morra, pintado hacia 1644. Mucho se ha escrito sobre estas series de bufones en las que retrató compasivamente sus carencias físicas y psíquicas. Resueltos en unos espacios inverosímiles, pudo en ellos realizar experimentos estilísticos con absoluta libertad.

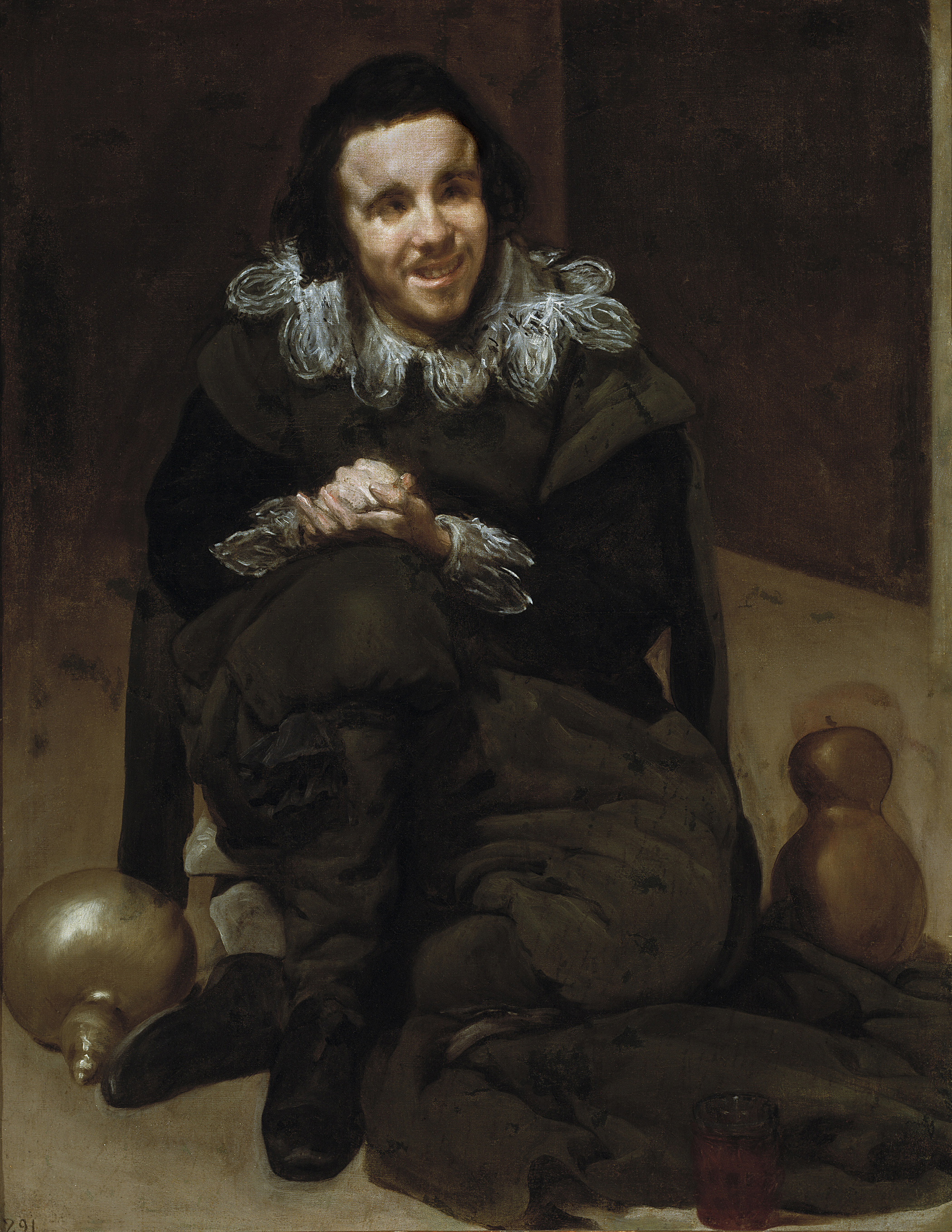
El bufón Calabacillas (1637-39). Uno de los retratos más angustiosos de Velázquez. Se representa al bufón de forma realista con sus manos de epiléptico, el estrabismo evidente en su mirada y su sonrisa provocada por un gesto deforme y asimétrico.

Entre sus cuadros religiosos de este periodo destacan San Antonio y San Pablo ermitaño, pintado para su ermita en los jardines del palacio del Buen Retiro, y el Cristo crucificado pintado para el convento de San Plácido. Según Azcárate, en este Cristo reflejó su religiosidad expresada en un cuerpo idealizado y sereno de formas sosegadas y bellas.
La década de 1630 fue para Velázquez la de mayor actividad con los pinceles; casi un tercio de su catálogo pertenece a este periodo. Hacia 1640 esta intensa producción disminuyó drásticamente, y ya no se recuperó en el futuro. No se conoce con seguridad el motivo de tal descenso en la actividad, si bien parece probable que se viese acaparado en labores cortesanas al servicio del rey, que le ayudaron a ganar una mejor posición social, pero que le restaron tiempo para pintar. Como superintendente de obras, debía ocuparse además en tareas de conservación y dirigir las reformas que se hacían en el Real Alcázar. Entre 1642 y 1646 hubo además de acompañar a la corte en las «jornadas de Aragón». Allí pintó un nuevo retrato del rey «de la forma que entró en Lérida» para conmemorar el levantamiento del cerco puesto a la ciudad por el ejército francés, enviado inmediatamente a Madrid y expuesto en público a petición de los catalanes de la corte. Es el llamado Felipe IV en Fraga, por la ciudad oscense donde se pintó, en el que Velázquez alcanzó un notable equilibrio entre la meticulosidad de la cabeza y los centelleantes brillos de la indumentaria.
Velázquez ocupó en 1643 el puesto de ayuda de cámara, que suponía el máximo reconocimiento de los favores reales, dado que era una de las personas más próximas al monarca. Después de este nombramiento, se sucedieron una serie de desgracias personales, la muerte de su suegro y maestro Francisco Pacheco, el 27 de noviembre de 1644, sumadas a las acontecidas en la corte: las rebeliones de Cataluña y Portugal en 1640, caída del poder del que había sido su protector: el valido del rey, el Conde-Duque de Olivares, junto con la derrota de los tercios españoles en la batalla de Rocroi en 1643; la muerte de la reina Isabel en 1644; y por último la defunción, en 1646, del príncipe heredero Baltasar Carlos, a los 17 años de edad; harían de estos unos años difíciles también para Velázquez.

### Segundo viaje a Italia
Velázquez llegó a Málaga a principios de diciembre de 1648, desde donde embarcaría con una pequeña flota el 21 de enero de 1649 en dirección a Génova, permaneciendo en Italia hasta mediados de 1651, con el fin de adquirir pinturas y esculturas antiguas para el rey. También debía contratar a Pietro da Cortona para pintar al fresco varios techos de estancias que se habían reformado en el Real Alcázar de Madrid. Al no poder comprar esculturas antiguas tuvo que conformarse con encargar copias en bronce mediante vaciados o moldes obtenidos de originales famosos. Tampoco pudo convencer a Pietro da Cortona para realizar los frescos del Alcázar, y en su lugar contrató a Angelo Michele Colonna y Agostino Mitelli, expertos en la pintura de trampantojo. Este trabajo de gestión, más que el propiamente creativo, le absorbió mucho tiempo; viajó buscando pinturas de maestros antiguos, seleccionando esculturas antiguas para copiar y obteniendo los permisos para hacerlo. Otra vez realizó un recorrido por los principales estados italianos en dos etapas: la primera le llevó hasta Venecia, donde adquirió obras de Veronés y Tintoretto para el monarca español; la segunda, tras instalarse en Roma, a Nápoles, donde se reencontró con Ribera e hizo provisión de fondos antes de retornar a la Ciudad Eterna.

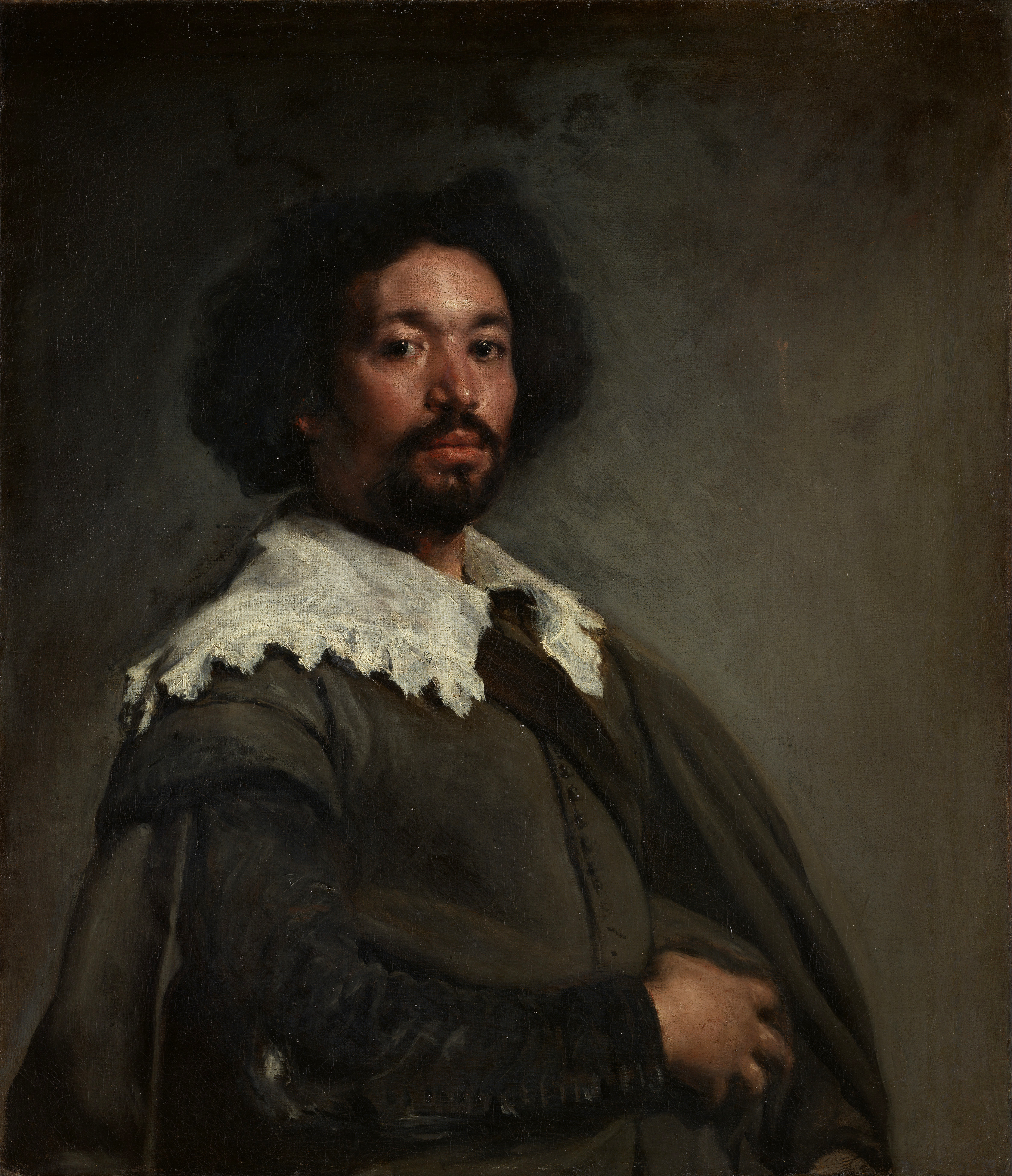
Retrato de Juan de Pareja (1649-50). Este retrato de su esclavo morisco fue expuesto en el pórtico del Panteón el día de San José. En tonos verdosos, lo representó con porte elegante y seguro de sí.

En Roma, a comienzos de 1650, fue elegido miembro de las dos principales organizaciones de artistas: la Academia de San Lucas en enero, y la Congregazione dei Virtuosi del Panteón el 13 de febrero. La pertenencia a la Congregación de los Virtuosos le daba derecho a exponer en el pórtico del Panteón el 19 de marzo, día de San José, donde expuso su retrato de Juan Pareja (Museo Metropolitano de Arte de Nueva York).
El retrato de Pareja fue pintado antes del realizado al papa Inocencio X. Victor Stoichita estima que Palomino relató esto de la forma que mejor le convino, alterando la cronología y acentuando el mito: 

Cuando se determinó retratarse al Sumo Pontífice, quiso prevenirse antes con el ejercicio de pintar una cabeza del natural; hizo la de Juan Pareja, esclavo suyo y agudo pintor, tan semejante, y con tanta viveza, que habiéndolo enviado con el mismo Pareja a la censura de algunos amigos, se quedaban mirando el retrato pintado, y al original, con admiración y asombro, sin saber con quién habían de hablar, o quién había de responder (...) contaba Andrés Esmit ... que siendo estilo que el día de San José se adorne el claustro de la Rotunda [el Panteón de Agripa] (donde está enterrado Rafael de Urbino) con pinturas insignes antiguas, y modernas, se puso este retrato con tan universal aplauso en dicho sitio, que a voto de todos los pintores de diferentes naciones, todo lo demás parecía pintura, pero este solo verdad; en cuya atención fue recibido Velázquez por Académico romano, año de 1650.

Destaca Stoichita la leyenda forjada a lo largo de los años alrededor de este retrato y sobre la base de este texto en varios niveles: la contraposición entre el retrato-ensayo del esclavo y el retrato final con la grandeza del papa; las imágenes expuestas en un espacio casi sagrado (en la tumba de Rafael, príncipe de los pintores); el aplauso universal de todos los pintores de diferentes naciones al contemplarlo entre insignes pinturas antiguas y modernas. En realidad, se sabe que entre un retrato y otro pasaron algunos meses, dado que Velázquez no retrató al papa hasta agosto de ese año y, por otra parte, su admisión como académico había tenido lugar antes de su exposición.
Sobre Juan de Pareja, esclavo y ayudante de Velázquez, se sabe que era morisco, «de generación mestiza y de color extraño» según Palomino. Se desconoce en qué momento pudo entrar en contacto con el maestro, pero en 1642 firmó ya como testigo en un poder otorgado por Velázquez. Fue testigo nuevamente en 1647 y lo volvió a ser en 1653, firmando en esta ocasión el poder para testar de Francisca Velázquez, hija del pintor. Según Palomino, Pareja ayudaba a Velázquez en tareas mecánicas, como moler los colores y preparar los lienzos, sin que el maestro, en razón de la dignidad del arte, le permitiese ocuparse nunca en cuestiones de pintura o dibujo. Sin embargo, Pareja aprendió a pintar a escondidas de su dueño. En 1649 acompañó a Velázquez en su segundo viaje a Italia, donde lo retrató y, según se sabe por un documento publicado, el 23 de noviembre de 1650, todavía en Roma, le otorgó la carta de libertad, con obligación de seguir sirviendo al pintor cuatro años más.
El retrato más importante que pintó en Roma fue el del papa Inocencio X. Gombrich considera que Velázquez debió sentir el gran reto de tener que pintar al papa, y sería consciente al contemplar los retratos que Tiziano y Rafael realizaron a anteriores papas, considerados obras maestras, que sería recordado y comparado con estos maestros. Velázquez, de igual forma, hizo un gran retrato, interpretando con seguridad la expresión del papa y la calidad de sus ropas.

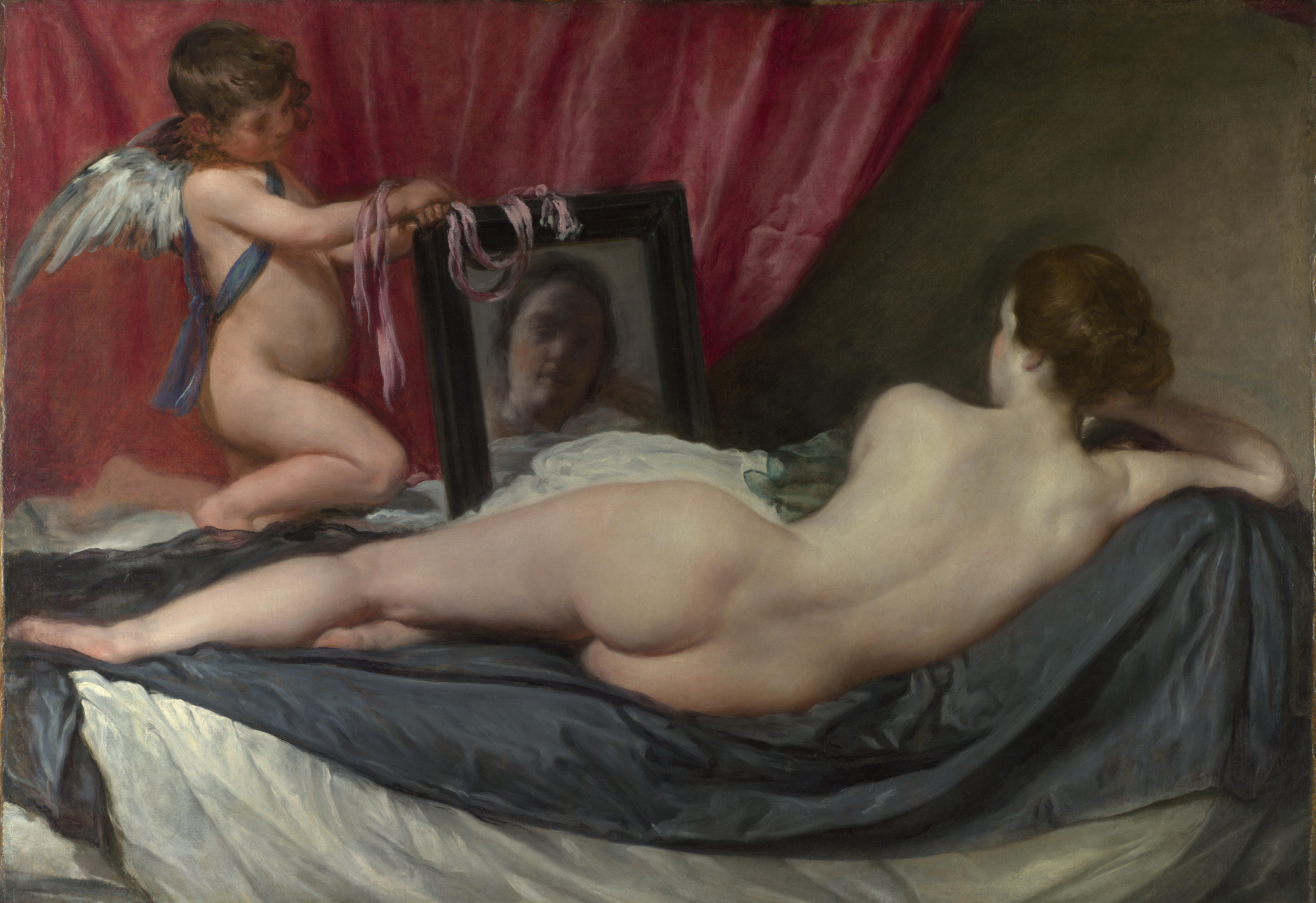
Venus del espejo (1650). El reducido cromatismo del cuadro, limitado a un rojo brillante, un cálido marrón, un suave azul y un blanco, hace resaltar el cuerpo de Venus, que domina sobre lo demás, y que en realidad está pintado por mezcla de esos cuatro colores. Venus aparece en una postura sensual y a la vez pudorosa.

El excelente trabajo en el retrato del papa desencadenó que otros miembros de la curia papal deseasen retratos suyos de la mano de Velázquez. Palomino dice que realizó siete de personajes que cita, dos no identificados y otros que quedaron inacabados, un volumen de actividad bastante sorprendente en Velázquez, tratándose de un pintor que se prodigaba muy poco.
Muchos críticos adjudican la Venus del espejo a esta etapa en Italia. Velázquez debió de realizar al menos otros dos desnudos femeninos, probablemente otras dos Venus, una de ellas citada en el inventario de los bienes que dejaba a su muerte. El tema del tocador de Venus había sido tratado anteriormente por dos de los maestros que más influencia tuvieron en la pintura velazqueña: Tiziano y Rubens, pero por sus implicaciones eróticas creaba serias reticencias en España. Cabe recordar que Pacheco aconsejaba a los pintores que se viesen obligados a pintar un desnudo femenino utilizar a mujeres honestas como modelos para cabeza y manos, imitando lo demás de estatuas o grabados. La Venus de Velázquez aporta al género una nueva variante: la diosa se encuentra tendida de espaldas y muestra su rostro al espectador reflejado en el espejo.
Jenifer Montagu descubrió un documento notarial que acreditaba la existencia en 1652 de un hijo romano de Velázquez, Antonio de Silva, hijo natural y cuya madre se desconoce. Los estudiosos han especulado sobre ello y Camón Aznar apuntó que pudo ser la modelo que posó para el desnudo de la Venus del espejo, que quizás fuese la que Palomino llamaba Flaminia Triunfi, «excelente pintora», a la que habría retratado Velázquez. De esta supuesta pintora, sin embargo, no se tiene ninguna otra noticia, aunque Marini sugiere que quizás se pueda identificar con Flaminia Triva, de veinte años, hermana y colaboradora de Antonio Domenico Triva, discípulo de Guercino.
La correspondencia que se conserva muestra las continuas demoras de Velázquez para retrasar el fin del viaje. Felipe IV estaba impaciente y deseaba su vuelta. En febrero de 1650 escribió a su embajador en Roma para que le urgiese en el regreso: «pues conoceis su flema, y que sea por mar, y no por tierra, porque se podría ir deteniendo y más con su natural». Velázquez seguía en Roma a finales de noviembre. El conde de Oñate comunicó su marcha el 2 de diciembre y a mediados de mes se comunicó su paso por Módena. Sin embargo, hasta mayo de 1651 no embarcó en Génova.

### Última década: su cumbre pictórica
En junio de 1651 regresó a Madrid con numerosas obras de arte. Poco después, Felipe IV lo nombró Aposentador Real, lo que le encumbró en la corte y añadió fuertes ingresos que se sumaron a los que ya recibía como pintor, ayuda de cámara, superintendente y en concepto de pensión. Aparte recibía las cantidades estipuladas por los cuadros que realizaba. Sus cargos administrativos le absorbieron cada vez más, incluido el de Aposentador Real, que le quitaron gran cantidad de tiempo para desarrollar su labor pictórica. Aun así, a este periodo corresponden algunos de sus mejores retratos y sus obras magistrales Las meninas y Las hilanderas.
La llegada de la nueva reina, Mariana de Austria, motivó la realización de varios retratos. También la infanta casadera María Teresa fue retratada en varias ocasiones, pues debía enviarse su imagen a los posibles esposos a las cortes europeas. Los nuevos infantes, nacidos de Mariana, también originaron varios retratos, sobre todo Margarita, nacida en 1651.
En el final de su vida pintó sus dos composiciones más grandes y complejas, sus obras La fábula de Aracné (1658), conocida popularmente como Las hilanderas, y el más celebrado y famoso de todos sus cuadros, La familia de Felipe IV o Las meninas (1656). En ellos vemos su estilo último, donde parece representar la escena mediante una visión fugaz. Empleó pinceladas atrevidas que de cerca parecen inconexas, pero contempladas a distancia adquieren todo su sentido, anticipándose a la pintura de Manet y a los impresionistas del siglo XIX, en los que tanto influyó su estilo. Las interpretaciones de estas dos obras han originado multitud de estudios y son consideradas dos obras maestras de la pintura europea.
Los dos últimos retratos oficiales que pintó del rey son muy diferentes de los anteriores. Tanto el busto del Museo del Prado como el debatido de la National Gallery son dos retratos íntimos donde aparece vestido de negro y solo en el segundo con el toisón de oro. Según Harris, reflejan el decaimiento físico y moral del monarca, del cual se dio cuenta. Hacía nueve años que no lo retrataba, y así mostró el mismo Felipe IV sus reticencias a dejarse pintar: «no me inclino a pasar por la flema de Velázquez, como por no verme ir envejeciendo».
El último encargo que recibió del rey Felipe IV fue la realización en 1659 de cuatro escenas mitológicas para el Salón de los Espejos del Real Alcázar de Madrid, donde se colocaron junto a obras de Tiziano, Tintoretto, Veronés y Rubens, los pintores preferidos del monarca. De las cuatro pinturas (Apolo y Marsias, Adonis y Venus, Psique y Cupido, y Mercurio y Argos) solo se conserva en la actualidad la última, sita en el Museo del Prado, resultando destruidas las otras tres en el incendio del Real Alcázar la Nochebuena de 1734, ya en tiempos de Felipe V. Durante ese incendio se perdieron más de quinientas obras de maestros de la pintura y el edificio quedó reducido a escombros, hasta que cuatro años más tarde en su solar se comenzó a edificar el Palacio Real de Madrid. La calidad de la tela conservada, y lo infrecuente que entre los pintores españoles de la época eran los temas tratados en estas escenas, que por su naturaleza incluirían desnudos, hace especialmente grave la pérdida de estas tres pinturas.
De acuerdo a la mentalidad de su época, Velázquez deseaba alcanzar la nobleza, y procuró ingresar en la Orden de Santiago, contando para ello con el favor real, que el 12 de junio de 1658, le hizo merced del hábito de caballero. Para ser admitido, sin embargo, el pretendiente debía probar que sus antepasados directos habían pertenecido también a la nobleza, no contándose entre ellos judíos ni conversos. Por tal motivo, el Consejo de Órdenes Militares abrió en julio una investigación sobre su linaje, tomando declaración a 148 testigos. De forma muy significativa, muchos de ellos afirmaron que Velázquez no vivía de la pintura, sino de su trabajo en la corte, llegando a decir algunos de los más allegados, pintores también, que nunca había vendido un cuadro. A principios de abril de 1659 el Consejo dio por concluida la recogida de informes, rechazando la pretensión del pintor al no encontrarse acreditada la nobleza de su abuela paterna ni de sus abuelos maternos. En estas circunstancias solo la dispensa del papa podía lograr que Velázquez fuese admitido en la Orden. A instancias del rey, el papa Alejandro VII dictó un breve apostólico el 9 de julio de 1659, ratificado el 1 de octubre, otorgándole la dispensa solicitada, y el rey le concedió la hidalguía el 28 de noviembre, venciendo así la resistencia del Consejo de Órdenes, que en la misma fecha despachó en favor de Velázquez el ansiado título.
En 1660 el rey y la corte acompañaron a la infanta María Teresa a Fuenterrabía, cerca de la frontera francesa, donde se encontró con su nuevo esposo Luis XIV. Velázquez, como aposentador real, se encargó de preparar el alojamiento del séquito y de decorar el pabellón donde se produjo el encuentro. El trabajo debió ser agotador y a la vuelta enfermó de viruela.
Cayó enfermo a finales de julio y, unos días después, el 6 de agosto de 1660 murió a las tres de la tarde en Madrid. Al día siguiente, 7 de agosto, fue enterrado en la desaparecida iglesia de San Juan Bautista, con los honores debidos a sus cargos y como caballero de la Orden de Santiago. Ocho días después, el 14 de agosto, falleció también su esposa Juana.

### Documentación contemporánea sobre el pintor
Sus primeros biógrafos aportaron abundante información básica sobre su vida y su obra. El primero fue Francisco Pacheco (1564-1644), persona muy cercana a él pues fue su maestro en su juventud y también su suegro. En un tratado dedicado al Arte de la pintura, terminado en 1638, dio amplia información hasta esa fecha. Aportó detalles personales sobre su aprendizaje, sus primeros años en la corte y su primer viaje a Italia. El aragonés Jusepe Martínez, que lo trató en Madrid y Zaragoza, incluyó una breve reseña biográfica en sus Discursos practicables del nobilísimo arte de la pintura (1673), con informaciones del segundo viaje a Italia y de los honores recibidos en la corte. También se dispone de la biografía completa que sobre el pintor realizó Antonio Palomino (1655-1721), publicada en 1724, 64 años después de la muerte de Velázquez. Esta obra, relativamente tardía, sin embargo estaba basada en las notas biográficas tomadas por un amigo del pintor, Lázaro Díaz del Valle, que se han conservado manuscritas, y las perdidas de uno de sus últimos discípulos, Juan de Alfaro (1643-1680). Además Palomino era pintor en la corte, conocía bien las obras de Velázquez de las colecciones reales y habló con personas que de jóvenes conocieron al pintor. Dio abundante información de su segundo viaje a Italia, de su actividad como pintor de cámara y como funcionario de Palacio.
Diversos elogios poéticos, entre ellos alguno muy temprano como el soneto dedicado por Juan Vélez de Guevara a un retrato ecuestre del rey, el panegírico de Salcedo Coronel a otro del conde-duque, o el epigrama de Gabriel Bocángel al Retrato de una dama de superior belleza, además de noticias sobre obras concretas permiten comprobar el rápido reconocimiento del pintor en círculos allegados a la corte. Otras noticias se encuentran en escritores contemporáneos como Diego Saavedra Fajardo o Baltasar Gracián, en los que su fama, aunque directamente ligada a su condición de retratista del rey, trasciende el ámbito meramente cortesano. Muy significativos son en este orden los comentarios del padre Francisco de los Santos, con noticias relativas a su participación en la decoración del Monasterio de El Escorial. Se dispone, además, de muchos documentos administrativos sobre acontecimientos que le sucedieron. Sin embargo nada se sabe de sus cartas, escritos personales, amistades o vida privada, que permitirían indagar en su vida, su trabajo y su pensamiento. Lo cual hace difícil la comprensión de la personalidad del artista.
Sí se conocen sus intereses en libros. Su biblioteca, muy numerosa para la época, estaba formada por 154 ejemplares sobre matemáticas, geometría, geografía, mecánica, anatomía, arquitectura y teoría del arte. Recientemente, varios estudiosos a través de estos libros han intentado acercarse a la compresión de su personalidad.

## El artista

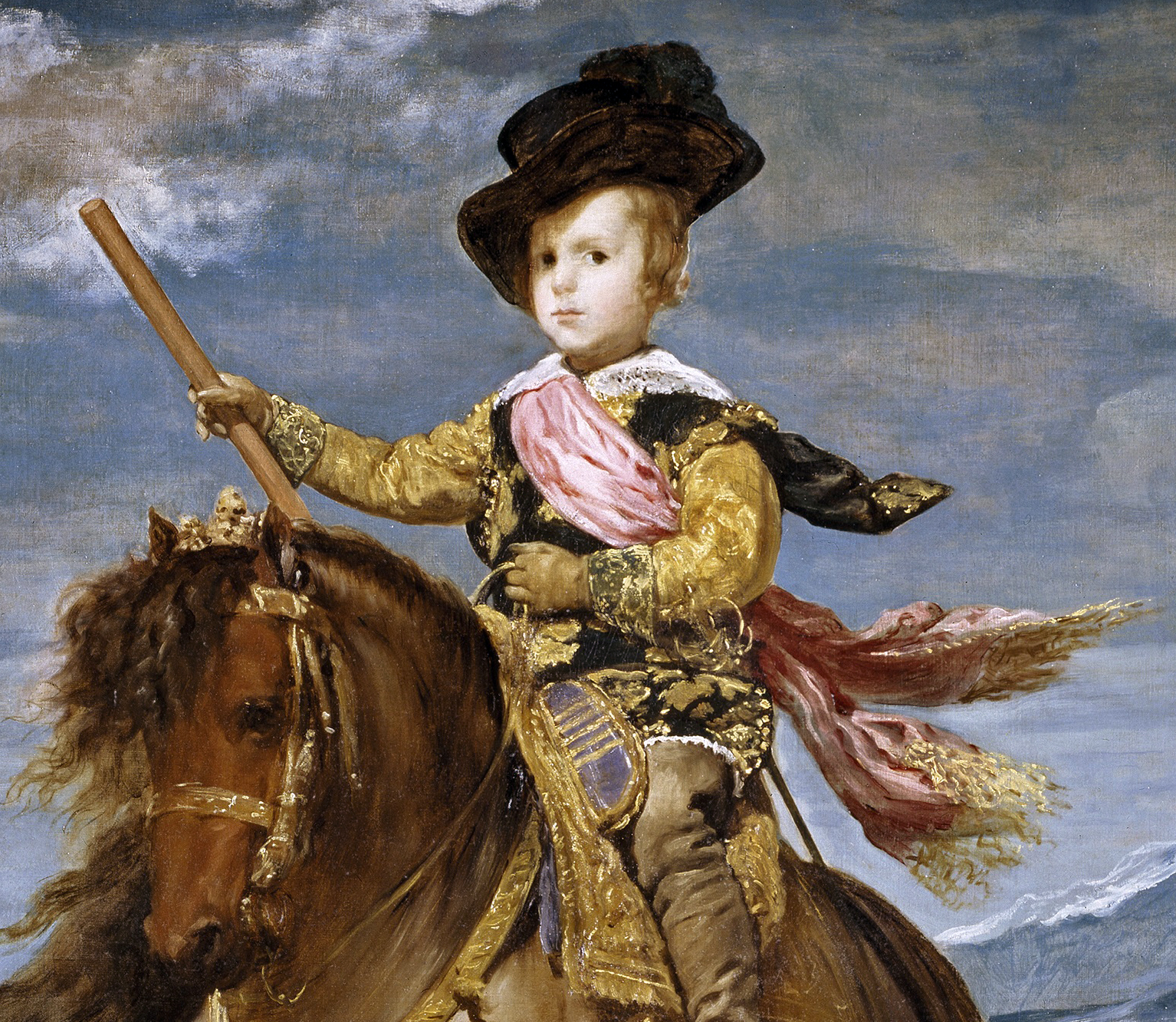
Príncipe Baltasar Carlos a caballo (detalle, 1635). Considerada una de sus obras maestras. Sus pinceladas rápidas, abocetadas y de enorme precisión, anteceden en dos siglos los modos impresionistas.

### Evolución de su estilo pictórico
En sus inicios sevillanos, su estilo era el del naturalismo tenebrista, valiéndose de una luz intensa y dirigida; su pincelada densamente empastada modelaba las formas con precisión, y sus colores dominantes eran tonos tostados y carnaciones cobrizas.
Para Xavier de Salas cuando Velázquez se estableció en Madrid, al estudiar a los grandes pintores venecianos en la colección real, modificó su paleta y pasó a pintar con grises y negros en lugar de los colores terrosos. Todavía hasta el final de su primer periodo madrileño, concretamente hasta que realizó Los borrachos, siguió pintando sus personajes con contornos precisos y destacándolos de los fondos con pinceladas opacas.
En su primer viaje a Italia realizó una radical transformación de su estilo. En este viaje el pintor ensayó nuevas técnicas, buscando la luminosidad. Velázquez, que había ido desarrollando su técnica en los años anteriores, concluyó esta transformación a mediados de 1630, donde se considera que encontró su lenguaje pictórico propio mediante una combinación de pinceladas sueltas de colores transparentes y toques precisos de pigmento para resaltar los detalles.
A partir de La fragua de Vulcano, pintada en Italia, la preparación de los cuadros cambió y se mantuvo así el resto de su vida. Se componía básicamente de blanco de plomo aplicado con espátula, que formaba un fondo de gran luminosidad, complementado con pinceladas cada vez más transparentes. En La rendición de Breda y en el Retrato ecuestre de Baltasar Carlos, pintados en la década de 1630, concluyó este cambio. El recurso a los fondos claros y capas transparentes de color para crear una gran luminosidad eran frecuentes en pintores flamencos e italianos, pero Velázquez desarrolló esta técnica hasta extremos nunca vistos.
Esta evolución se produjo debido al conocimiento de la obra de otros artistas, especialmente la colección real y los cuadros que estudió en Italia. También por su relación directa con otros pintores, como Rubens en su visita a Madrid y los que conoció en su primer viaje a Italia. Velázquez, por tanto, no hacía como los otros pintores que trabajaban en España, que pintaban superponiendo capas de color. Él desarrolló su propio estilo de pinceladas diluidas y toques rápidos y precisos en los detalles. Estos pequeños detalles tenían mucha importancia en la composición. La evolución de su pintura prosiguió hacia una mayor simplificación y rapidez de ejecución. Su técnica, con el paso del tiempo, se volvió más precisa y esquemática. Fue el resultado de un amplio proceso de maduración interior.
El pintor no tenía la composición totalmente definida al ponerse a trabajar; más bien prefería ajustarla según iba progresando el cuadro, introduciendo modificaciones que mejorasen el resultado. Raramente hacía dibujos preparatorios, simplemente hacía un bosquejo de las líneas generales de la composición. En muchas de sus obras sus célebres correcciones se aprecian a simple vista. Los contornos de las figuras se van superponiendo en el cuadro según modificaba su posición, añadía o eliminaba elementos. A simple vista se pueden observar muchos de estos ajustes: modificaciones en la posición de las manos, de las mangas, en los cuellos, en los vestidos. Otra costumbre suya era retocar sus obras después de concluidas; en algunos casos estos retoques se produjeron mucho tiempo después.
La paleta de colores que empleaba era muy reducida, utilizando en toda su vida los mismos pigmentos. Lo que varió con el tiempo es la forma de mezclarlos y aplicarlos.
El grado de acabado es otra parte fundamental de su arte y depende del tema. Las figuras —en particular cabezas y manos— son siempre la parte más elaborada; en el caso de los retratos de la familia real, están mucho más trabajadas que en los bufones, donde se tomó las mayores libertades técnicas. En cuadros como La costurera, la zona abocetada con amplias pinceladas ocupa gran parte del cuadro. A lo largo de su vida, en muchos retratos y otras composiciones mitológicas, religiosas o históricas, aparecen estas zonas esbozadas. Para López-Rey es claro que estas partes abocetadas tienen una intensidad expresiva intrínseca, estando bien integradas en la composición del cuadro, y puede considerarse parte del arte de Velázquez.

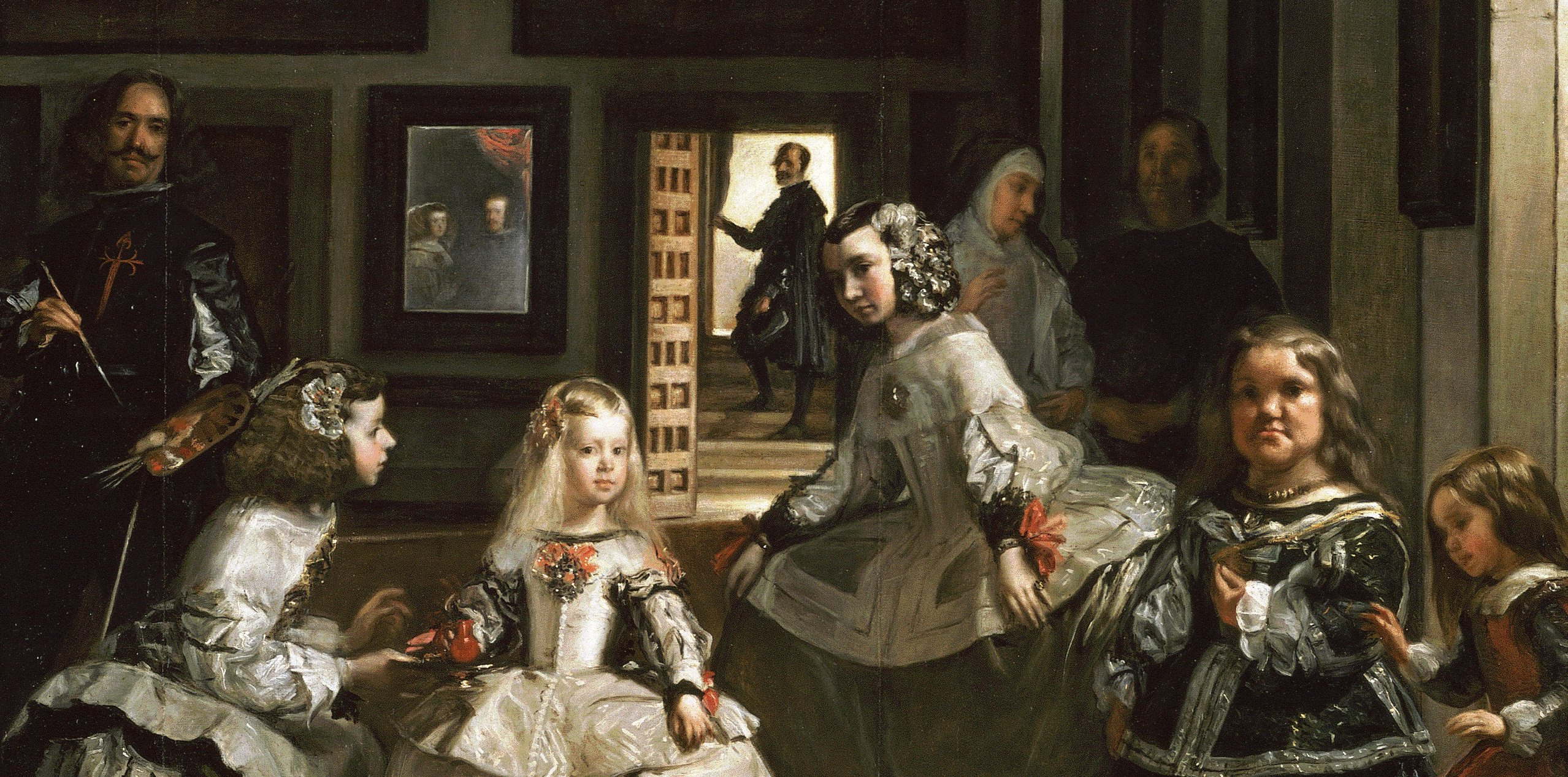
Detalle de Las meninas donde se aprecia su último estilo: trazos largos y sueltos en los contornos y pinceladas breves en los toques de luz, fundamentalmente en los vestidos.

### Sus dibujos
De Velázquez se conocen muy pocos dibujos, lo que dificulta su estudio. A pesar de las noticias facilitadas por Pacheco y Palomino, sus primeros biógrafos, que hablan de su labor de dibujante, su técnica de pintura alla prima parece excluir la ejecución de numerosos estudios previos. Pacheco se refiere a los dibujos realizados durante su etapa de aprendizaje de un muchacho que le servía de modelo y cuenta que durante su primer viaje a Italia estuvo alojado en el Vaticano, donde pudo dibujar libremente los frescos de Rafael y Miguel Ángel. De algunos de esos dibujos pudo servirse muchos años más tarde en La fábula de Aracne, al utilizar para las dos hilanderas principales el diseño de los efebos situados sobre la Sibila pérsica en la bóveda de la Capilla Sixtina. Palomino, por su lado, cuenta que realizó estudios dibujados de las obras de los pintores venecianos del Renacimiento, «y particularmente del cuadro de Tintoretto, de la Crucifixión de Cristo Nuestro Señor, copioso de figuras». Ninguna de estas obras se ha conservado.
Según Gudiol, el único dibujo del que se tiene total garantía que sea de su mano es el estudio realizado para el retrato del cardenal Borja. Dibujado a lápiz, cuando Velázquez tenía 45 años de edad, dice de él Gudiol que «está ejecutado con simplicidad pero dando el valor preciso a líneas, sombras, superficies y volúmenes dentro de la tendencia realista».
Para el resto de dibujos atribuidos o relacionados con Velázquez no existe unanimidad de criterio entre los historiadores, por la diversidad de técnicas empleadas. Gudiol solo acepta con pleno convencimiento, además del citado retrato del cardenal Borja, una cabeza de muchacha y un busto femenino, en los que aparece retratada la misma muchacha, ejecutados ambos con lápiz negro sobre papel de hilo y sin duda de la misma mano. Ambos dibujos se conservan en la Biblioteca Nacional de Madrid y pertenecen probablemente a su etapa sevillana. Dos esbozos a lápiz muy ligeros, estudios para figuras de La rendición de Breda, conservados también en la Biblioteca Nacional de Madrid, son aceptados como autógrafos por López-Rey y Jonathan Brown. Últimamente Mckim-Smith da por auténticos, como estudios preparatorios del retrato de Inocencio X, ocho dibujos del papa esbozados en dos hojas de papel que se conservan en Toronto.
Esta escasez de dibujos confirma la suposición de que Velázquez comenzaba sus cuadros sin estudios previos marcando sobre el lienzo las líneas iniciales de la composición. Esto se corrobora en algunos sectores que dejó sin terminar en varios cuadros, donde aparecen vigorosos trazos, como en la mano izquierda del retrato de un hombre de la Pinacoteca de Múnich o en la cabeza de Felipe IV en el retrato de Montañés. También se ha comprobado en otros cuadros del pintor conservados en el Museo del Prado donde mediante reflectografía infrarroja, a veces, son visibles los trazos de estas líneas esenciales de la composición.

### Reconocimiento de su pintura
El reconocimiento de Velázquez como gran maestro de la pintura occidental fue relativamente tardío. Hasta principios del siglo XIX raramente su nombre aparece fuera de España entre los artistas considerados mayores. Las causas son varias: la mayor parte de su carrera la consagró al servicio de Felipe IV, por lo que casi toda su producción permaneció en los palacios reales, lugares poco accesibles al público. Al contrario que Murillo o Zurbarán, no dependió de la clientela eclesiástica y realizó pocas obras para iglesias y demás edificios religiosos, por lo que no fue un artista popular.

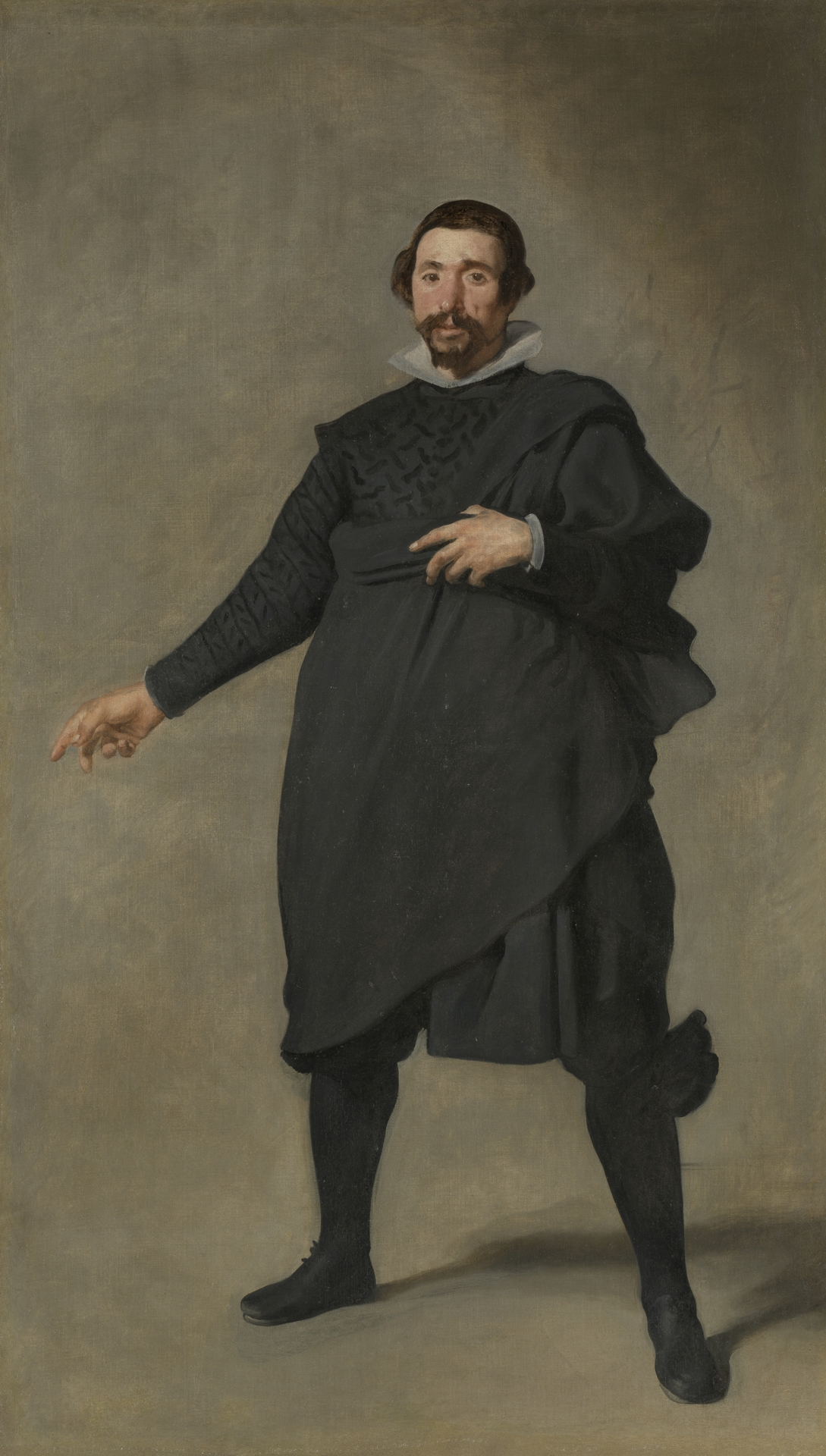
Pablo de Valladolid (1636-37). Sin suelo, ni fondo, crea el espacio por medio de la sombra, realzada por la diagonal en profundidad. Este retrato fue de los más admirados por Manet que dijo: «... el fondo desaparece. Es aire lo que rodea al hombrecillo...»

Además, compartió la incomprensión general hacia algunos pintores del final del Renacimiento y del Barroco como el Greco, Caravaggio o Rembrandt, que debieron aguardar tres siglos para ser comprendidos por la crítica, que en cambio encumbraba a otros pintores como Rubens y Van Dyck y en general a los que persistían en el estilo antiguo. La escasa fortuna de Velázquez con la crítica debió comenzar pronto; además de las críticas de los pintores de corte, quienes le censuraban saber pintar solo «una cabeza», Palomino cuenta que el primer retrato ecuestre de Felipe IV sometido a la censura pública fue muy criticado, argumentándose que el caballo iba contra las reglas del arte y el pintor enfadado borró gran parte de la pintura. En otro lugar hablaba, sin embargo, de la excelente acogida dispensada por el público a ese mismo retrato, recogiendo los versos laudatorios de Juan Vélez de Guevara. Pacheco, en su época, ya advirtió de la necesidad de defender esta pintura de la acusación de ser simples borrones. Si aún hoy cualquier aficionado se admira al contemplar de cerca una maraña de colores que a distancia cobra todo su sentido, en aquella época, los efectos ópticos aún desconcertaban e impresionaban más y Velázquez cuando los adoptó poco tiempo después de su primer viaje a Italia, fue continuo motivo de discusión como partidario del nuevo estilo.
El primer conocimiento en Europa del pintor se debe a Antonio Palomino, rendido admirador, cuya biografía de Velázquez, publicada en 1724 en el tomo III de El museo pictórico y escala óptica, fue traducida abreviadamente al inglés en Londres en 1739, al francés en París en 1749 y 1762, y al alemán en Dresde en 1781, sirviendo a partir de entonces de fuente y conocimiento para los historiadores. Norberto Caimo, en la Lettere d'un vago italiano ad un suo amico (1764), se servía del texto de Palomino para ensalzar al «Principe de'Pittori Spagnuoli», quien habría sabido unir magistralmente al dibujo romano el colorido veneciano. El primer juicio francés sobre Velázquez es anterior y se encuentra en el tomo V (1688) de los Entretiens sur les vies et sur les ouvrages des plus excellents peintres anciens et modernes de André Félibien. Limitado su conocimiento de la pintura española a la conservada en las colecciones reales francesas, Félibien solo podía citar un paisaje de Cleantes (por Collantes), y «plusieurs Portraits de la Maison d'Autriche», conservados en los bajos del Louvre y atribuidos a Velázquez. Respondiendo a su interlocutor, que le había preguntado qué encontraba de admirable en la obra de estos dos desconocidos, y situándolos entre los pintores de segundo rango, Félibien elogiaba en ellos «que han escogido y mirado la naturaleza de modo muy particular», sin el aire bello de los pintores italianos. Ya en el siglo XVIII Pierre-Jean Mariette calificaba las pinturas de Velázquez de «osadías inconcebibles que, a distancia, hacen un efecto sorprendente y llegan a producir una ilusión total».
También en el siglo XVIII el pintor Anton Raphael Mengs consideraba que aun careciendo de las nociones de belleza ideal por su tendencia al naturalismo, había conseguido hacer circular el aire en torno a las cosas pintadas, y por ello es merecedor de respeto. En sus cartas a Antonio Ponz elogiaba algunas pinturas concretas por su sabia imitación del natural, en particular las Hilanderas, de su último estilo, «que parece no tuvo parte la mano en la execución». A un mejor conocimiento y valoración de su pintura contribuyeron también las noticias transmitidas por viajeros ingleses como Richard Twiss (1775), Henry Swinburne (1779) o Joseph Townsend (1786), quien con el consabido elogio a la imitación del natural, en lo que los españoles no son inferiores a los principales maestros de Italia o de Flandes, valoraba el tratamiento de la luz y la perspectiva aérea, en lo que Velázquez «deja a todos los otros pintores bastante por detrás de él».
Con la Ilustración y sus ideales educativos, Goya, que en alguna ocasión declaró no tener otros maestros que Velázquez, Rembrandt y la Naturaleza, recibió el encargo de hacer grabados de algunas de las obras velazqueñas conservadas en las colecciones reales. Diderot y D'Alembert, en el artículo «peinture» de L'Encyclopédie de 1791, describieron la vida de Velázquez y algunas de sus obras maestras: El aguador, Los borrachos y Las hilanderas. Poco después Ceán Bermúdez renovó en su Diccionario (1800) la valoración de Palomino, ampliándola con algunas obras de su etapa sevillana. Muchas de estas ya habían salido de España, según contaba el pintor Francisco Preciado de la Vega a Giambatista Ponfredi en carta fechada en 1765, aludiendo a las «bambochadas» que allí había pintado, «con manera bastante colorida, y acabada, según el gusto de Caravaggio» y que habían sido llevadas por los extranjeros. La obra de Velázquez comenzó a ser mejor conocida fuera de España cuando los viajeros extranjeros que visitaban el país pudieron contemplarla en el Museo del Prado, que comenzó a mostrar las colecciones reales en 1819. Antes solo los que disponían de un permiso especial podían contemplar su obra en los palacios regios.
El estudio sobre el pintor de Stirling-Maxwell, publicado en Londres en 1855 y traducido al francés en 1865, ayudó en el redescubrimiento del artista; se trataba del primer estudio moderno sobre la vida y obra del pintor. La revisión de la importancia de Velázquez como pintor coincidió con un cambio de sensibilidad artística.

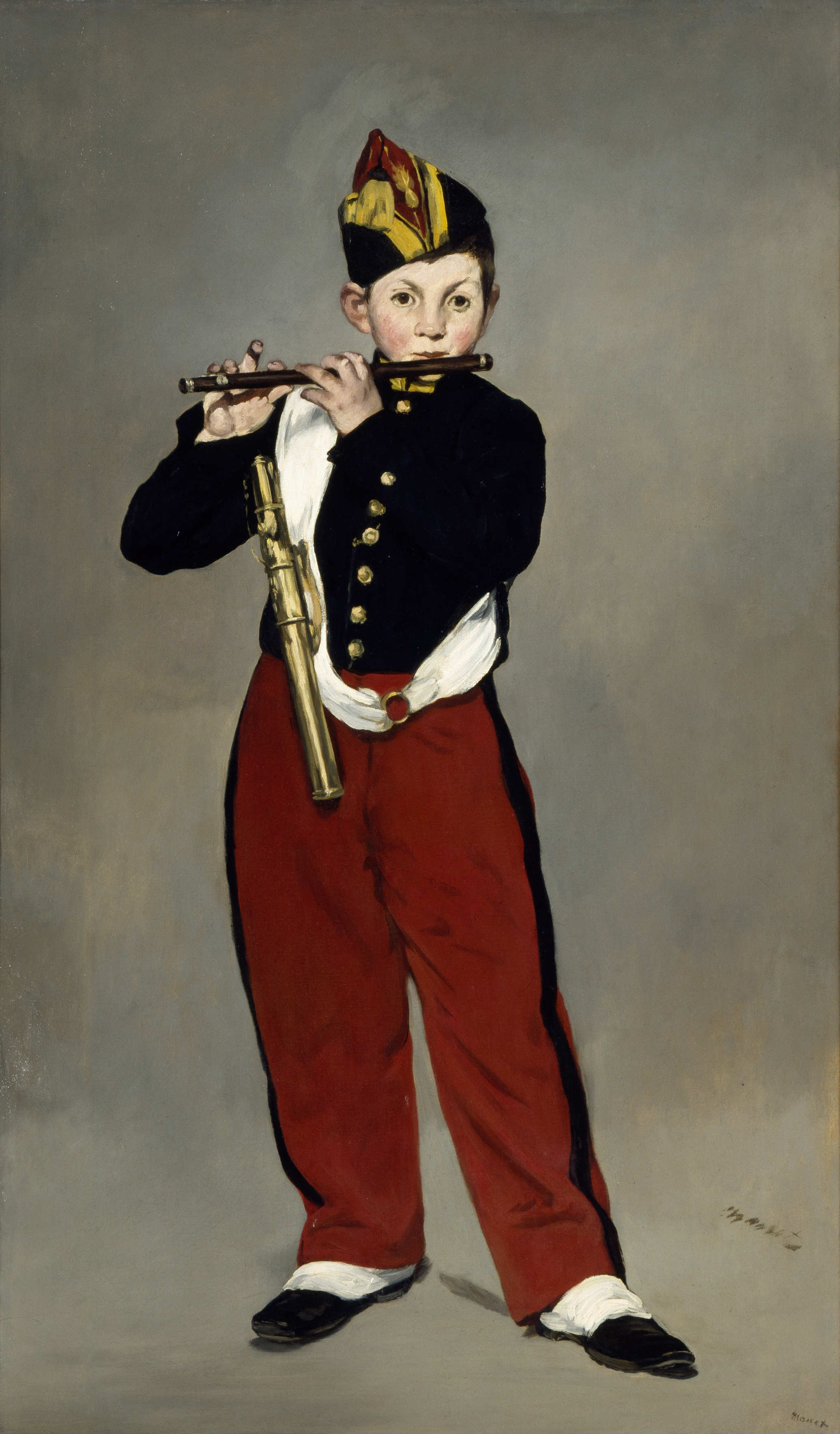
El pífano, Édouard Manet
1866
Museo de Orsay, París

La revalorización definitiva del maestro la realizaron los pintores impresionistas, que comprendieron perfectamente sus enseñanzas, sobre todo Manet y Renoir, que viajaron al Prado para descubrirlo y comprenderlo. Cuando Manet realizó su famoso viaje de estudio a Madrid en 1865, la fama del pintor ya estaba establecida, pero nadie se sintió tan maravillado y fue quien más hizo por la comprensión y valoración de su arte. Lo calificó como el «pintor de pintores» y «el más grande pintor que jamás ha existido». La influencia de Velázquez se encuentra por ejemplo en El pífano, donde Manet se inspira abiertamente en los pintores de enanos y bufones realizados por el pintor sevillano. También hay que tener en cuenta la confusión sobre su obra pues en ese tiempo había un considerable caos y un gran desconocimiento sobre sus obras autógrafas, copias, réplicas del taller o atribuciones erróneas y no estaba clara su diferencia. Así en el período de 1821 a 1850 se vendieron en París unas 147 obras atribuidas a Velázquez, de las cuales solo una, La dama del abanico hoy conservada en Londres, es reconocida actualmente como auténtica por los especialistas.
Por tanto, el surgimiento de Velázquez como pintor universal se produjo hacia 1850. En la segunda parte del siglo fue considerado como el realista supremo y el padre del arte moderno. A finales de siglo se añadió la interpretación de Velázquez como un pintor protoimpresionista. Stevenson, en 1899, estudió sus cuadros con mirada de pintor, y encontró numerosas conexiones entre la técnica de Velázquez y los impresionistas franceses. José Ortega y Gasset situó el momento de máxima fama de Velázquez entre 1880 y 1920, coincidiendo con el tiempo de los impresionistas franceses.
Luego aconteció lo inverso, hacia 1920 el impresionismo y sus ideas estéticas declinaron, y con ellos la consideración de Velázquez. Comenzó, según Ortega, un periodo que llamó de invisibilidad de Velázquez.

### Influencias y homenajes en el arte delsigloXX
El capítulo esencial que constituye Velázquez en la historia del arte es perceptible en nuestros días por el modo como los pintores del siglo XX han juzgado su obra. Fue Pablo Picasso quien rindió a su compatriota el homenaje más visible, con la serie de lienzos que dedicó a Las meninas (1957) reinterpretadas en estilo cubista, pero conservando con precisión la posición original de los personajes. Otra serie famosa es la que dedicó Francis Bacon en 1953 al Estudio según el retrato del papa Inocencio X por Velázquez. Salvador Dalí, entre otras muestras de admiración al pintor, realizó en 1958 una obra titulada Velázquez pintando a la infanta Margarita con las luces y las sombras de su propia gloria, seguida en el año del tercer centenario de su muerte de un Retrato de Juan de Pareja reparando una cuerda de su mandolina y de su propia versión de Las meninas (1960), evocadas también en La apoteosis del dólar (1965), en la que Dalí se reivindicaba a sí mismo.
También le rinden homenaje artistas sudamericanos, como Fernando Botero con sus retratos de personajes extraídos de ciertos cuadros de Velázquez, o como Herman Braun-Vega con su serie Velázquez al desnudo acompañado de las Meninas, cuyo políptico principal se exhibe en el Museo de Antioquia en Medellín, Colombia, y cuyo cuadríptico Velázquez yendo a su caballete se encuentra en el Blanton Museum of Art, en Austin, Texas.
La influencia de Velázquez ha llegado también al cine. Es particularmente notable en el caso de Jean-Luc Godard, quien en Pierrot le fou (1965) puso en escena a una niña leyendo un texto de Élie Faure dedicado a Velázquez, extraído de su L'Histoire de l'Art: 

Vélasquez, après cinquante ans, ne peignait plus jamais une chose définie. Il errait autour des objets avec l'air et le crépuscule. Il surprenait dans l'ombre et la transparence des fonds les palpitations colorées dont il faisait le centre invisible de sa symphonie silencieuse.

### Catálogo y museografía

El bufón don Sebastián de Morra (1645). Obsérvense la luminosidad del rostro, su mirada concentrada, la representación de sus ropas y el tratamiento del fondo neutro.

Las obras conservadas del pintor se estiman entre ciento veinte y ciento veinticinco lienzos, cantidad reducida dados los cuarenta años de dedicación pictórica. Si se añaden las obras de las que se tienen referencias pero que se han perdido debió pintar alrededor de ciento sesenta cuadros. En los veinte primeros años de actividad pintó sobre ciento veinte, a razón de seis al año, mientras que en sus últimos veinte años solo pintó unos cuarenta cuadros, a razón de dos anuales. Palomino explicó que esta reducción se produjo porque las múltiples actividades de la corte le quitaban mucho tiempo.
El primer catálogo sobre la obra de Velázquez lo realizó William Stirling-Maxwell en 1848 e incluía 226 cuadros. Los sucesivos catálogos de otros autores han ido reduciendo el número de obras auténticas hasta llegar a la cifra actual de 120-125. De los catálogos actuales, el más utilizado es el de José López-Rey publicado en 1963 y revisado en 1979. En el primero incluía ciento veinte obras y en la revisión eran ciento veintitrés.
El Museo del Prado tiene unas cincuenta obras del pintor, la parte fundamental de la colección real, mientras que en otros lugares y museos de Madrid se encuentran otras diez obras.
En el Museo de Historia del Arte de Viena (Kunsthistorisches Museum) se pueden admirar diez cuadros, entre ellos cinco retratos de la última década. Estos cuadros, la mayoría retratos de la infanta Margarita, eran enviados a la corte imperial de Viena para que su primo el emperador Leopoldo, que se había prometido con ella en su nacimiento, pudiese observar su crecimiento.
En las islas británicas se conservan una veintena de cuadros y ya en vida de Velázquez había aficionados a coleccionar su pintura. Es donde existen más obras del periodo sevillano y allí se conserva la única Venus de Velázquez que ha sobrevivido. Los bodegones se encuentran en galerías públicas de Londres, Edimburgo y Dublín. La mayor parte de estas obras salieron de España durante la invasión napoleónica.
En Estados Unidos se encuentra otra veintena de obras, de las que la mitad se encuentran en museos de Nueva York.

## Obra
Se incluye a continuación parte de su mejor obra para dar una visión de su estilo pictórico de madurez, por el que es mundialmente reconocido. En primer lugar La rendición de Breda de 1635 donde experimentó con la luminosidad. Después uno de los mejores retratos de quien fue especialista en el género, el del papa Inocencio X pintado en 1650. Por último sus dos obras magistrales tardías Las meninas de 1656 y Las hilanderas de 1658.

### La rendición de Breda

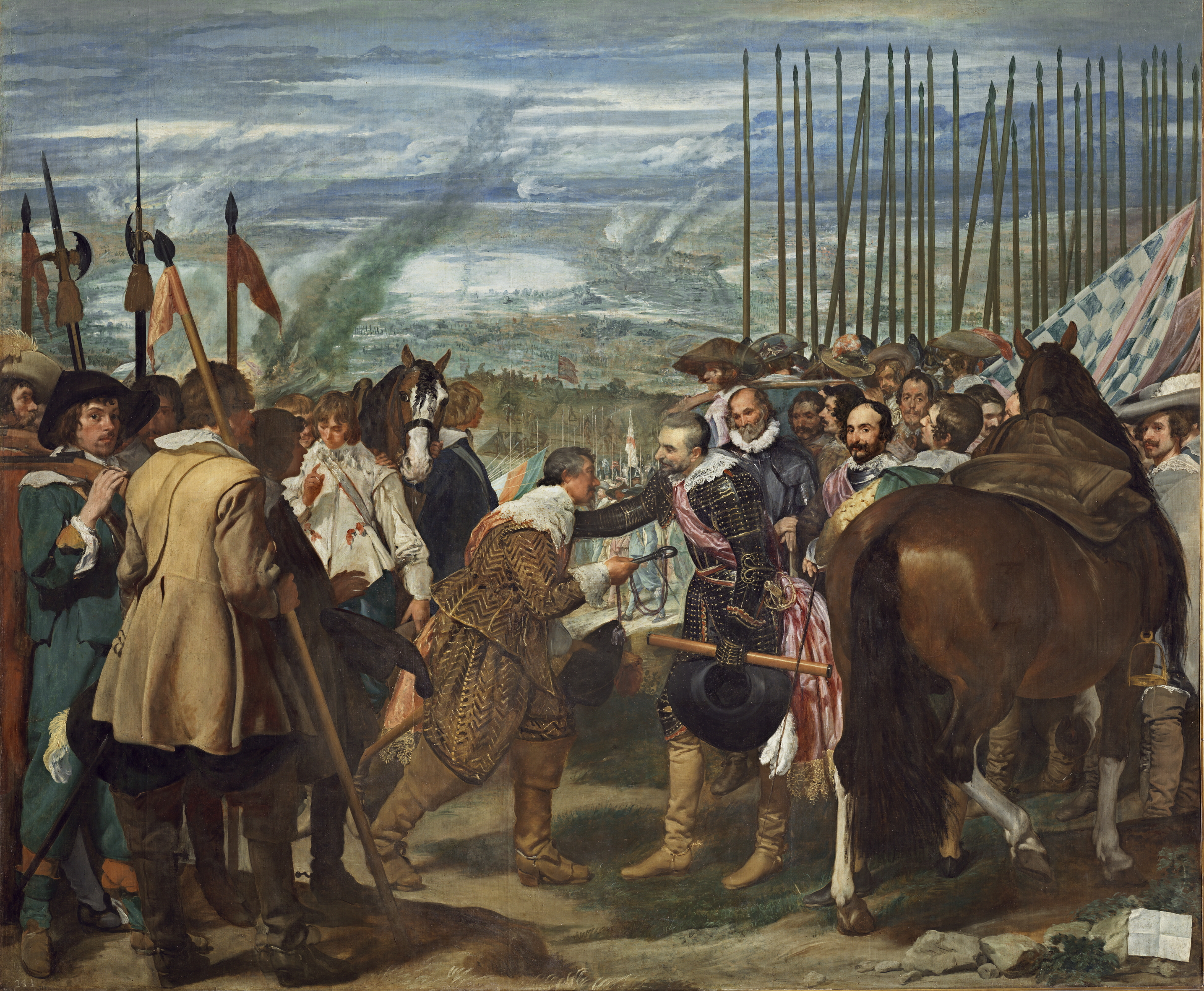
La rendición de Breda (1635).. En esta obra encontró una nueva forma de captar la luz. Velázquez ya no emplea el modo «caravaggista» de iluminar los volúmenes con luz intensa y dirigida, como había hecho en su etapa sevillana. La técnica se ha vuelto muy fluida. Sobre la marcha modificó varias veces la composición borrando lo que no le gustaba con ligeras superposiciones de color. Así las lanzas de los soldados españoles se añadieron en una fase posterior.

Este cuadro de la batalla de Breda estaba destinado a decorar el gran Salón de Reinos del Palacio del Buen Retiro, junto con otros cuadros de batallas de varios pintores. El Salón de Reinos se concibió con el fin de exaltar a la monarquía española y a Felipe IV.
Se trata de una obra de total madurez técnica, donde encontró una nueva forma de captar la luz. El estilo sevillano ha desaparecido, ya no se emplea la forma «caravaggista» de tratar el volumen iluminado. La técnica se vuelve muy fluida hasta el punto de que en algunas zonas el pigmento no cubre el lienzo, dejando ver la preparación del mismo. En este cuadro Velázquez terminó de desarrollar su estilo pictórico. A partir de él pintará siempre con esta técnica, realizando posteriormente solo pequeños ajustes en ella.
En la escena representada, el general español Ambrosio Espínola recibe del neerlandés Justino de Nassau las llaves de la ciudad conquistada. Las condiciones de la rendición fueron excepcionalmente benignas y se les permitió a los vencidos salir de la ciudad con las armas. La escena es una invención, pues el acto de entrega de llaves no existió realmente.
Sobre la marcha, Velázquez fue modificando varias veces la composición. Borraba lo que no le gustaba con ligeras superposiciones de color. Las radiografías permiten distinguir la superposición de muchas modificaciones. Una de las más significativas es la que hizo en las lanzas de los soldados españoles, elemento capital de la composición, que fueron añadidas en una fase posterior. La composición se articula en profundidad mediante una perspectiva aérea. Entre los soldados holandeses de la izquierda y los españoles de la derecha hay rostros fuertemente iluminados y otros están tratados en diferentes niveles de sombras. La figura del general vencido tratado con nobleza es una forma de resaltar al vencedor. A la derecha, el caballo de Espínola se mueve impaciente. Los soldados, unos atienden y otros parecen distraídos. Son estos pequeños movimientos y gestos los que quitan rigidez a la rendición y le dan una apariencia de naturalidad.

### Retrato del papa Inocencio X

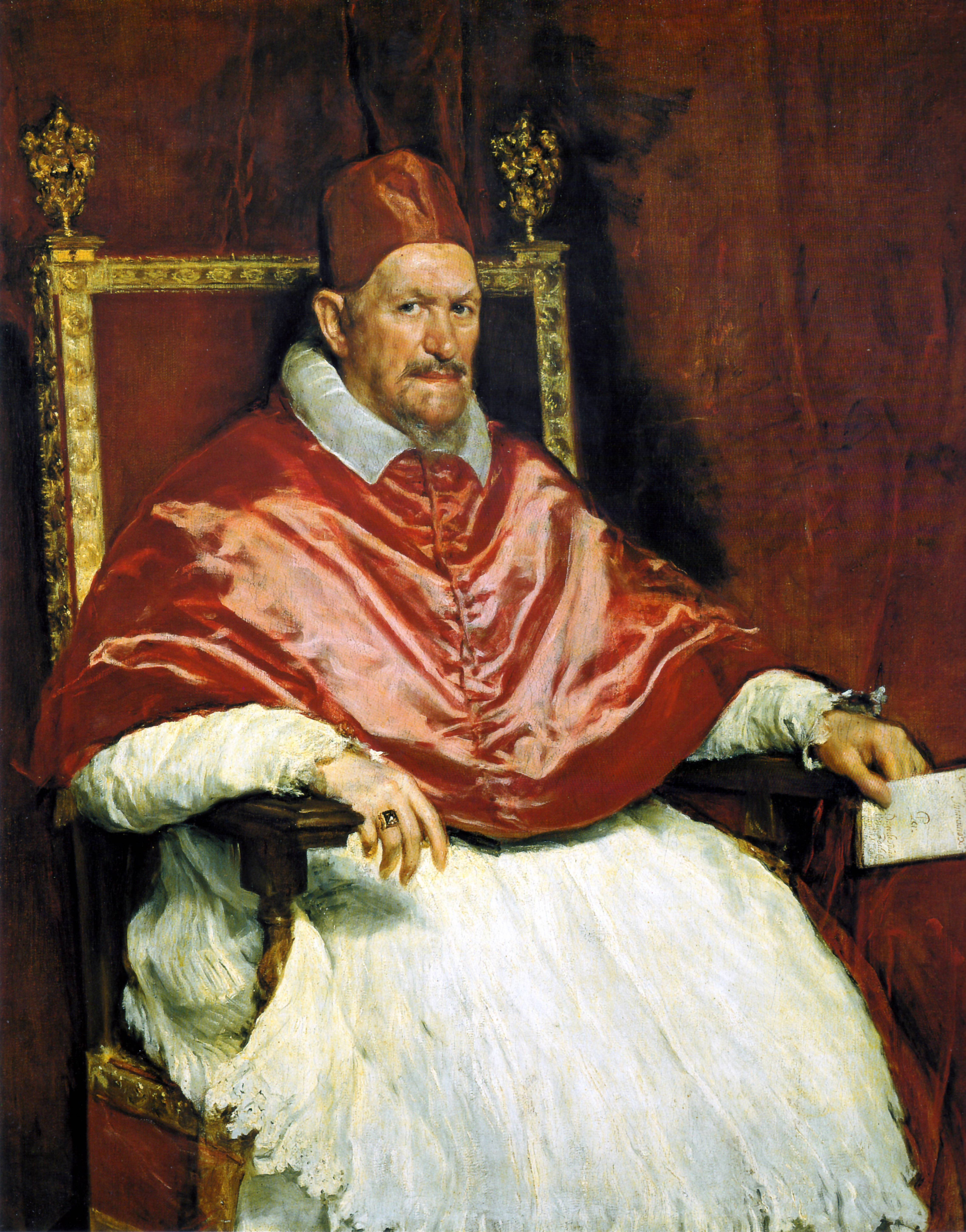
Inocencio X (1649-51). Se inspiró en anteriores retratos papales de Rafael y de Tiziano, a los que rindió homenaje. Sobre una combinación de distintos tonos de rojos, amarillos y blancos, la figura del pontífice erguida en el sillón tiene mucha fuerza resaltando el vigor de su rostro y su mirada severa.

El retrato más aclamado en vida del pintor y que sigue hoy día suscitando admiración, es el que realizó al papa Inocencio X. Pintado en su segundo viaje a Italia, el artista estaba en la cima de su fama y de su técnica.
No era fácil que el papa posase para un pintor, era un privilegio que muy pocos conseguían. Para Enriqueta Harris las pinturas que Velázquez le llevó como regalo del rey debieron poner a Inocencio en buena disposición. 
Se inspiró en el retrato de Julio II que Rafael pintó hacia 1511, y en la interpretación que de este hizo Tiziano en el retrato del papa Paulo III, ambos muy célebres y copiados. Velázquez rindió homenaje a su admirado maestro veneciano en este cuadro más que en ningún otro, aunque se trata de una creación independiente: la figura erguida en su sillón tiene mucha fuerza.
Con pinceladas sueltas varios tonos de rojos se combinan, desde el más lejano al más cercano, al fondo el rojo oscuro de la cortina, después el más claro del sillón, en primer plano el impresionante rojo de la muceta con sus luminosos reflejos. Sobre este ambiente domina la cabeza del pontífice de rasgos fuertes y mirada severa.
Este retrato siempre ha sido muy admirado. Ha inspirado a pintores de todas las épocas desde Neri a Francis Bacon con su atormentada serie. Para Joshua Reynolds era este el mejor cuadro de Roma y uno de los primeros retratos del mundo.
Palomino dijo que Velázquez llevó en su vuelta a Madrid una réplica (copia autógrafa), que se considera que es la versión del Museo Wellington (Apsley House, Londres). Wellington la arrebató a los franceses tras la batalla de Vitoria, que a su vez la habían expoliado en Madrid durante la guerra de la Independencia. Se trata de la única copia considerada autógrafa de Velázquez de las muchas réplicas existentes.

### Las meninas

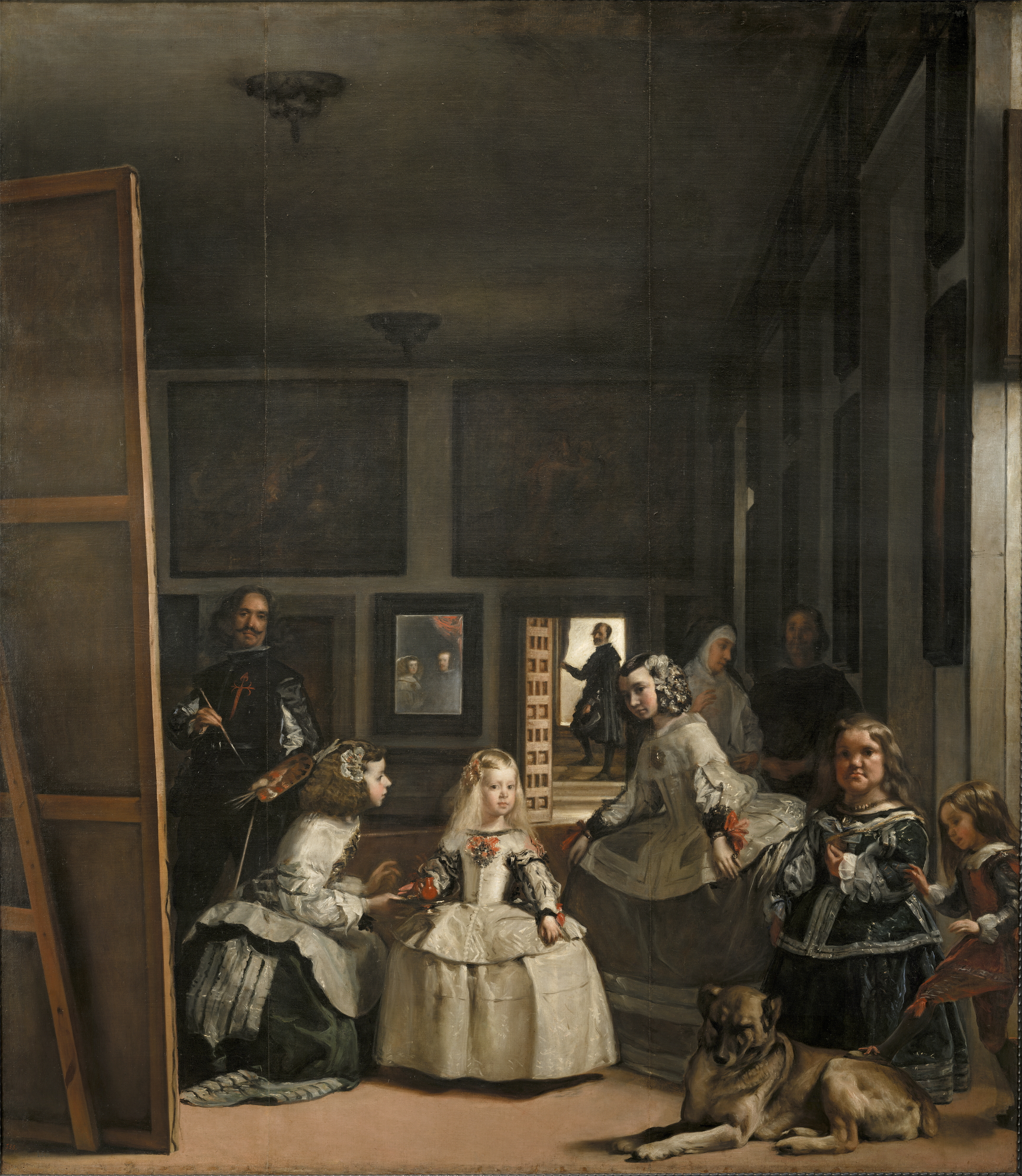
Las meninas, (1656).. Este complejo lienzo es la cima de su pintura. La maestría de su luz hace sentir como verdadero el aire de la habitación.

Velázquez se encontraba, después de su segundo viaje a Italia, en plena madurez vital y artística. En 1652 había sido nombrado aposentador mayor de palacio disponiendo de poco tiempo para pintar, pero aun así los escasos cuadros que realizó en esta última etapa de su vida se consideran excepcionales. En 1656 realizó Las meninas. Se trata de una de las obras más famosas y controvertidas de nuestro tiempo. Gracias a Palomino sabemos los nombres de casi todos los personajes. En el centro aparece la infanta Margarita, asistida por dos damas de honor o meninas. En la derecha están dos personajes de la corte que padecían enanismo, María Bárbara Asquín y Nicolás Pertusato, este último dando un puntapié a un perro tumbado en primer plano. Detrás, en penumbra, aparecen una dama de compañía y un guardia de corps, al fondo, en la puerta, José Nieto, aposentador de la reina. A la izquierda pintando un gran lienzo que vemos por detrás se encuentra el pintor Diego Velázquez. En el espejo reflejados se adivinan los reyes Felipe IV y su esposa Mariana. Este cuadro fue pintado para ser colocado en el despacho de verano del rey.
Para Gudiol Las meninas suponen la culminación de su estilo pictórico en un proceso continuado de simplificación de su técnica pictórica, primando el realismo visual sobre los efectos del dibujo. Velázquez en su evolución artística entendió que para plasmar con exactitud cualquier forma solo se precisaban unas pocas pinceladas. Sus amplios conocimientos de la técnica pictórica le permitieron determinar cuáles eran esas pinceladas y la intuición de darlas en el sitio justo al primer toque, sin reiteraciones ni rectificaciones.
Según la descripción de Palomino Velázquez se sirvió del reflejo de los reyes en el espejo para descubrir ingeniosamente lo que estaba pintando. Las miradas de la Infanta, del pintor, de la enana, del guardadamas, del perro, de la menina Isabel y del aposentador desde la puerta del fondo se dirigen hacia el espectador que observa el cuadro, ocupando el punto focal en el que previsiblemente se situaban los reyes. Lo que pinta Velázquez está fuera de él, en el espacio real del espectador. Foucault llamó la atención acerca de como Velázquez logró integrar y confundir este espacio real del espectador y el primer plano del cuadro creando la ilusión de continuidad entre los dos espacios. Lo consiguió mediante el artificio de la fuerte iluminación del primer plano así como por el neutro y uniforme suelo.
Sobre el modo como se autorretrata Velázquez, Julián Gállego, como antes Charles de Tolnay, destaca que no se representa en la acción manual de aplicar el pincel al lienzo, sino en una posición más intelectual y más noble: en actitud de pensar y de reflexionar sobre el diseño interno de la obra. Para Tolnay parece como si Velázquez estuviese fuera de la composición, concibiendo e imaginando la obra, en el momento creador del artista. Por primera vez en el arte occidental un pintor se autorretrataba junto a sus señores, en compañía de algunos miembros de la familia real. Lo hizo en el desempeño de sus funciones como pintor de cámara y con las insignias de su rango, la llave de ayuda de cámara y la cruz de la Orden de Santiago, quizá añadida posteriormente y, según Palomino, por orden del propio rey, «para aliento de los profesores de esta nobílisima arte». Muy elocuente es a este respecto la temprana descripción del portugués Félix da Costa, recogida en un tratado de arte fechado en 1696 y que quedó manuscrito. Costa se ocupaba de Las meninas en relación con el consabido tema del reconocimiento y honores que los pintores han recibido de los monarcas, recordando que «A Diego Velázquez pintor, dio Felipe IV, rey de Castilla, el hábito de Santiago, que es la primera orden de aquel reino, y la llave de su cámara». Y el pintor se habría valido de su ingenio para perpetuar esta honra «en un cuadro en el palacio de Madrid, que sirve de ornato de una sala con el retrato de la emperatriz, hija de Felipe IV, junto con el suyo», para concluir, tras una breve descripción, que «el cuadro parece más un retrato de Velázquez que de la emperatriz».
En Las meninas destaca su equilibrada composición, su orden. En Velázquez, pintor barroco, sobrevive todavía un intenso componente clásico, un interés por el orden y un menosprecio por los ejes oblicuos barrocos. La mitad inferior del lienzo está llena de personajes en dinamismo contenido mientras que la mitad superior está imbuida en una progresiva penumbra de quietud. Los cuadros de las paredes, el espejo, la puerta abierta del fondo son una sucesión de formas rectangulares que forman un contrapunto a los sutiles juegos de color que ocasionan las actitudes y movimientos de los personajes.
La composición se articula repitiendo la forma y las proporciones en los dos tríos principales (Velázquez-Agustina-Margarita por un lado e Isabel-Maribarbola-Nicolasito por otro), en una posición muy reflexionada que no precisó modificaciones sobre la marcha, como acostumbraba a hacer en su forma de pintar llena de arrepentimientos y ajustes conforme avanzaba en la ejecución de un cuadro.

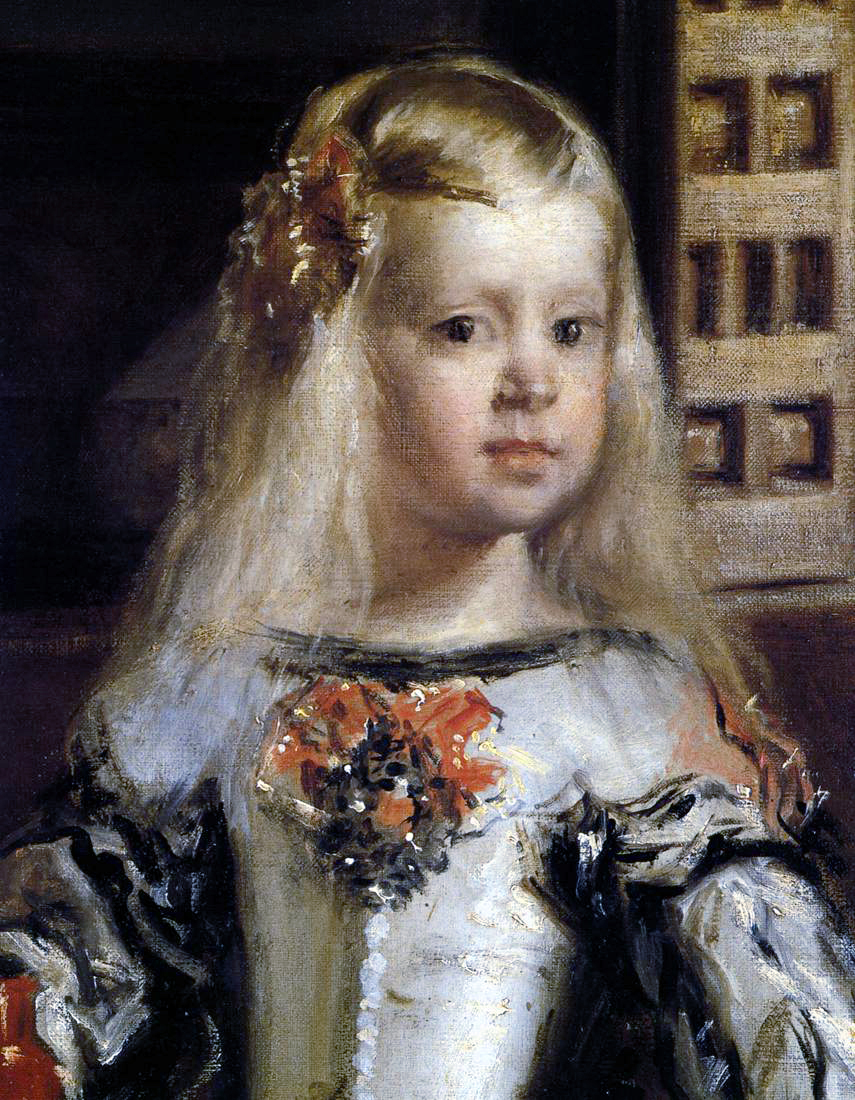
El rostro de la infanta Margarita está tratado con tenues sombras y luminosos toques que dan ligereza a su cabello y modelan su figura, obteniéndose uno de los mejores efectos lumínicos en la obra del artista.

Velázquez fue un maestro en el tratamiento de la luz. Iluminó el cuadro con tres focos luminosos independientes, sin contar el pequeño reflejo del espejo. El más importante es el que incide sobre el primer plano procedente de una ventana de la izquierda que no se ve, que ilumina a la Infanta y su grupo convirtiéndola a ella en el principal foco de atención. El amplio espacio que hay detrás se va diluyendo en penumbras hasta que en el fondo un nuevo y pequeño foco luminoso irrumpe desde otra ventana lateral derecha cuyo resplandor incide sobre el techo y la zona trasera de la habitación. El tercer foco luminoso es el fuerte contraluz de la puerta abierta en la parte más lejana, donde se recorta la figura de José Nieto, desde donde la luminosidad se proyecta desde el fondo del cuadro hacia el espectador, formándose así una diagonal que atraviesa el cuadro en sentido perpendicular. Esta compleja trama luminosa, el entrecruzamiento de esta luz frontal de dentro a fuera y las transversales aludidas, forma distintos juegos luminosos llenando el espacio de sombras y contraluces, creando con ella la célebre atmósfera velazqueña.
Para Luis Eusebi, catalogador en el Museo del Prado en 1828, solo la audacia de Velázquez podía atreverse a poner un agujero blanco en la zona central de la composición, de una luz tan intensa que hiciese brillar la puerta, la escalera y la persona que está en ella.
El cuadro está pintado a la última manera de Velázquez, la que empleó desde su regreso del segundo viaje a Italia. En esta última etapa se aprecia una mayor dilución de los pigmentos, un adelgazamiento de las capas pictóricas, una aplicación de las pinceladas desenfada, atrevida y libre. Como decía Quevedo, una pintura de manchas distantes o, en la tradición de Tiziano, lo que en España se llamaba pintura de borrones. Las meninas se realizó de forma rápida e intuitiva según la costumbre de Velázquez de pintar de primeras el motivo, en vivo, y de hacerlo directamente alla prima, con espontaneidad.
Lo único que está modelado con una cierta precisión es el perro en primer término. Detrás de él, la pintura se simplifica y con ciertas alusiones y sugerencias es suficiente. La eliminación de elementos es máxima en las imágenes en penumbra; la figura del guardadamas se representa mediante una muy vaga forma humana. Los reyes en el espejo están pintados mediante unos bocetos de la máxima simplicidad: un movimiento del pincel le ha servido al pintor para representar a un tiempo el reflejo de la luz en el espejo en la zona baja y la forma del cuerpo del rey, una sola línea clara define el tocado de la reina.
La forma abocetada va acompañada de una seguridad absoluta en lo que concierne a las gradaciones. Tanto en las que deben sugerir diferencias de lejanía en los objetos como en las que establecen diferencias en los materiales representados. Para distinguir un raso, un terciopelo o una carnación no precisa incidir en su elaboración, logra el efecto preciso de inmediato, solo con la forma de aplicar la pincelada.
Sistemáticamente busca neutralizar los matices destacando solo algunos elementos para que la intensidad cromática no predomine en general. Así en el grupo de personajes principal sobre un sostén ocre solo destacan algunos matices grises y amarillentos en contraposición a los grises oscuros del fondo y de la zona alta del cuadro. Ligeros y expresivos toques negros y rojos y la blancura rosada de las carnaciones completan el efecto armónico. Las sombras son empleadas con determinación y sin vacilar, incluyendo en ellas el negro. Esta idea de neutralizar los matices predomina en su arte, tanto al definir con pocos y precisos trazos negros el personaje a contraluz del fondo, como cuando obtiene la verdadera calidad de la madera en la puerta de cuarterones del fondo, o cuando siembra de pequeños trazos blancos la falda amarillenta de la Infanta o al sugerir sin ni siquiera intentar dibujarlo su ligero pelo rubio.
Carmen Garrido señaló que las radiografías de Las meninas muestran la rapidez y soltura con que se ejecutó. En la base de preparación del lienzo el pigmento más empleado es el blanco de plomo extendido desigualmente. Los contornos de las figuras se realizaron con trazos largos y sueltos; posteriormente aplicó toques rápidos y breves destacando las luces de los rostros, manos o detalles de los vestidos. Los rostros aparecen difusos sin precisarse los detalles fisonómicos. Las figuras están ejecutadas en su posición actual, sin apenas cambios, con solo breves correcciones de detalle. El cambio más importante que se percibe en las radiografías es el que afecta a la figura del propio pintor, que inicialmente tenía el rostro vuelto hacia la escena, parecía más joven y vestía de forma diferente. El artista dispuso la distribución de la luz antes de iniciar la escena, situando la zona de máxima iluminación al fondo, y colocando al aposentador sobre esa mancha blanca. La reflectografía infrarroja no muestra dibujo preparatorio, únicamente algunas líneas oscuras de situación realizadas en los contornos de las figuras y en los cuadros de la pared derecha.

### La fábula de Aracne(Las hilanderas)
La fábula de Aracne la pintó para un cliente particular, Pedro de Arce, que pertenecía a la corte. En el cuadro se representa el mito de Aracne, una extraordinaria tejedora, que Ovidio describió en Las metamorfosis. La mortal desafió a la diosa Minerva para demostrar que tejía como una diosa. El resultado fue un empate y se concluyó que el tapiz de Aracne era de igual calidad que el de la diosa. En el cuadro, en primer término, se ven a la diosa y a Aracne tejiendo sus respectivos tapices. En el fondo se representa el momento posterior, colgados en las paredes los tapices terminados, en que se declaran de calidad equivalentes. El motivo representado en el tapiz, el Rapto de Europa, es un nuevo homenaje a sus maestros Tiziano, autor del cuadro, y Rubens, que pintó la copia que se conservaba en el palacio real.

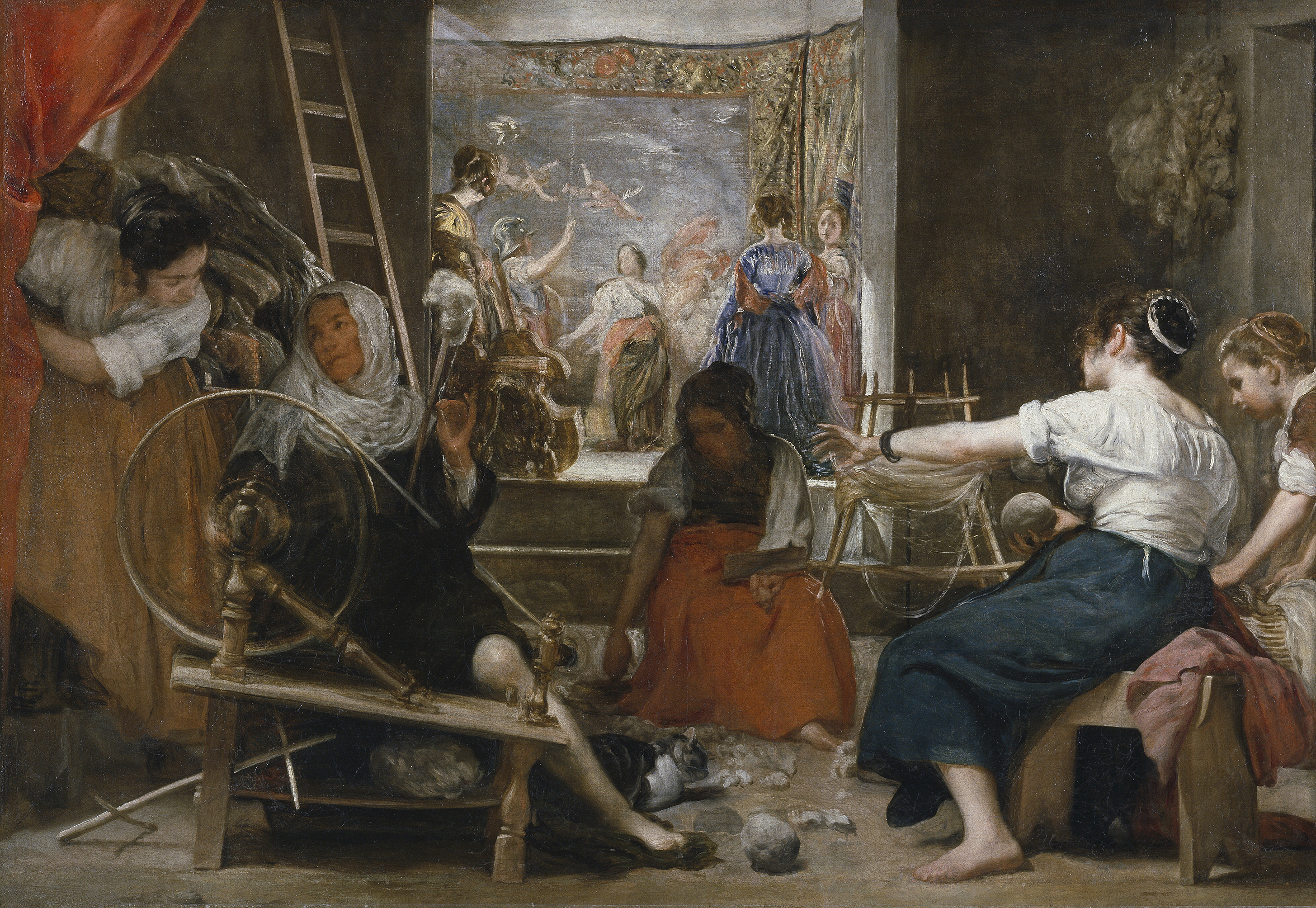
Las hilanderas (1658). La composición se organiza en distintos planos de luz y de sombra muy contrastados entre ellos. Para López-Rey es en este cuadro donde alcanzó mayor dominio de la luz. La mayoría de las figuras están difuminadas, definidas con toques rápidos que provocan esa borrosidad.

Después de pintarlo Velázquez, se añadieron cuatro bandas suplementando los cuatro lados del cuadro: el superior se aumentó unos 50 cm, sobre 22 cm el lateral derecho, 21 el izquierdo y unos 10 cm el lado inferior, quedando al final con 222 cm de altura y 293 de anchura.
Está ejecutado de forma muy rápida sobre un fondo anaranjado empleando mezclas muy fluidas. Las figuras en primer término están difuminadas, definidas con toques rápidos que provocan esa borrosidad y más al fondo este efecto aumenta, siendo las pinceladas más breves y transparentes. A la izquierda representa una rueca cuyos radios se adivinan en una borrosa impresión de movimiento. Velázquez resaltó este efecto disponiendo en el interior de la circunferencia unos toques de luz que sugieren los fugaces reflejos de los radios en movimiento.
Introdujo en la composición muchos cambios, uno de los más significativos es la mujer de la izquierda que aparta la cortina, que al principio no figuraba en el cuadro. El cuadro ha llegado en malas condiciones de conservación, atenuadas mediante una delicada restauración en la década de 1980. Para los estudiosos, es la obra donde el color es más luminoso y donde alcanzó el mayor dominio de la luz. El contraste entre la intensa luminosidad de la escena del fondo y el claroscuro de la estancia en primer plano es muy acusado. También hay otro gran contraste en el primer término entre la luminosa figura de Aracne y las figuras en sombra de la diosa Minerva y demás tejedoras.